# Piero della Francesca
Pour les articles homonymes, voir Benedetto, Francesca et Pietro Borghese.

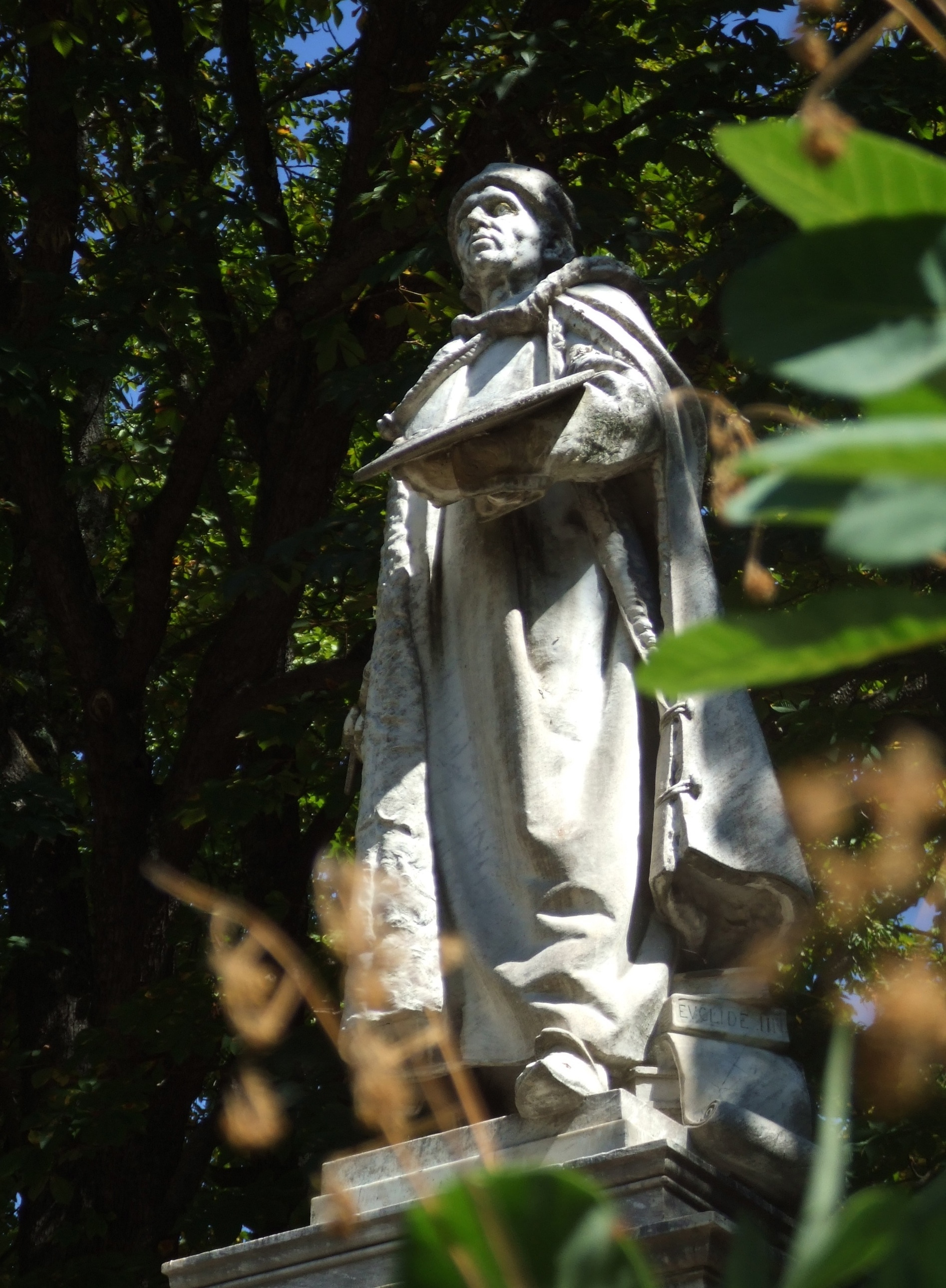
Statue de Piero della Francesca
square en face de la
fondation à Sansepolcro.

Piero della Francesca, de son nom complet Piero di Benedetto de Franceschi ou encore Pietro Borghese, né entre 1412 et 1420 à Borgo San Sepolcro (aujourd'hui Sansepolcro) dans la haute vallée du Tibre en république de Florence et mort dans la même ville le 12 octobre 1492, est un artiste peintre et un mathématicien florentin du Quattrocento (XVe siècle italien).
Il est vu surtout comme un peintre, mais à son époque il était aussi connu comme géomètre et mathématicien, maître de la perspective et de la géométrie euclidienne. Figure importante de la Renaissance italienne, Piero fait partie de la deuxième génération des peintres-humanistes. Sa peinture imprégnée de son goût pour la géométrie propose une iconographie à la confluence de questions théologiques, philosophiques et contemporaines.
Son travail s'inspire de la perspective géométrique inventée par Brunelleschi et théorisée par Alberti, la plasticité de Masaccio, la lumière intense qui éclaire les ombres et sature les couleurs de Fra Angelico et Domenico Veneziano et la description précise et réaliste flamande de Rogier van der Weyden. Les autres clés de son expression poétique sont la simplification géométrique des volumes, l'immobilité des gestes cérémoniaux, et l'attention à la vérité humaine.
Son activité peut être considérée comme un processus qui va de la pratique de la peinture aux mathématiques. Sa production artistique est considérée comme une recherche rigoureuse de la perspective, de la monumentalité plastique des personnages, de l'utilisation expressive de la lumière. S'il est profondément influencé par la peinture de la Renaissance du Nord de l'Italie, notamment par les écoles de Ferrare et de Venise, il est considéré comme le peintre majeur de la Renaissance géométrique d’Urbino et de l’Italie centrale.
Piero della Francesca et Melozzo de Forlì sont les plus célèbres maîtres de la perspective du XVe siècle, reconnus comme tels par Giorgio Vasari et Luca Pacioli.

## Biographie
La reconstruction biographique de la vie de Piero est une tâche ardue à laquelle des générations de chercheurs se sont consacrés en s'appuyant sur des preuves fiables, le manque général de documents officiels n'aidant pas. Son travail ne nous est parvenu que sous forme fragmentaire, une grande partie ayant été perdu, notamment les fresques du Palais Apostolique, remplacées au XVIe siècle par celles de Raphaël.

### Premières années
Piero della Francesca est né entre 1406 et 1420, à Sansepolcro, que Vasari appelle « région de Borgo Sansepolcro » au sud-est de la Toscane. Cette zone frontalière dans le milieu du XVe siècle, a changé plusieurs fois de souveraineté : au début aux mains de Rimini, puis dans celles de la république de Florence et plus tard dans celles des États pontificaux. Sa date de naissance ne nous est pas connue car un incendie a touché les registres civils dans les archives municipales de Sansepolcro. Le premier document mentionnant Piero est un testament daté du 8 octobre 1436, document à partir duquel on peut déduire que l'artiste devait avoir au moins l'âge prescrit à savoir 20 ans pour un document officiel. Son père Benedetto de Franceschi était un richissime marchand d'étoffes et sa mère Romana di Perino da Monterchi appartenait à une famille ombrienne noble. Cette famille aristocratique comprend d'autres personnes connues dans l'histoire italienne comme : Francesco Franceschi (v. 1530-1599), un important éditeur littéraire et musical de la Renaissance ; Angiolo Franceschi (1734-1806), archevêque de Pise et primat de la Corse et la Sardaigne, et Caterina Franceschi Ferrucci, écrivain (1803-1887), fille d'Antonio Franceschi, médecin et homme politique, et de la comtesse Maria di Spada Cesi.
On ignore pourquoi, peu avant sa mort, il s'appelait « della Francesca » au lieu de « di Benedetto » ou « de' Franceschi ». La proposition de Vasari disant qu'il avait emprunté le nom de sa mère parce que son mari était mort pendant qu'elle était enceinte, n’est, malgré la pratique commune en Italie de surnommer un homme du prénom de sa mère, pas retenue. Piero était a priori le fils aîné du couple qui eut après quatre autres fils (deux sont morts jeunes) et une fille.
Il fut un artiste itinérant et travailla dans diverses localités du centre et nord de l'Italie, de la même manière que certains de ses contemporains comme Leon Battista Alberti.
Piero reçoit l’éducation habituelle, dispensée par un maestro di grammatica qui lui enseigne la lecture, l’écriture et les rudiments de latin. Comme la plupart des fils de marchands, il suit les cours d’un maestro d’abaco, qui lui apprend le calcul, un peu d’algèbre, de géométrie et le prépare à tenir une comptabilité. Ses parents espéraient qu’il allait suivre les traces de son père ce qui ne fut pas le cas. Piero se découvre une passion artistique, il apprend les rudiments de l’art dans sa ville natale, situé à l'intersection des influences urbinates, florentines, ombriennes et siennoises, auprès du seul artiste-peintre connu de la cité. Le premier artiste avec qui il a collaboré fut Antonio di Anghiari. C'était l'associé de son père pour la fabrication d'étendards, actif et résident de Sansepolcro, comme l'atteste un document de paiement datant du 21 octobre 1436 relatif à une commande de blasons et d’étendards ayant des insignes communaux et papaux pour les portes et les tours de la ville, et sur lequel le nom de Piero della Francesca figure aux côtés de celui d’Antonio. Il aurait collaboré avec Antonio entre 1432 et 1436.
En 1438, Piero est de nouveau cité dans un document à Sansepolcro où il figure comme l'un des assistants d'Antonio, à qui il a été confié entretemps la réalisation d'un retable pour l'église San Francesco (plus tard exécuté par Sassetta). Savoir si Piero s'est formé en ayant comme maître Antonio est difficile à dire étant donné que ce dernier n'a laissé aucun écrit.
L'hypothèse d'une formation en Ombrie a été émise, d'où proviendrait son goût pour la peinture de paysage et l'utilisation de couleurs délicates.

### Avec Domenico Veneziano

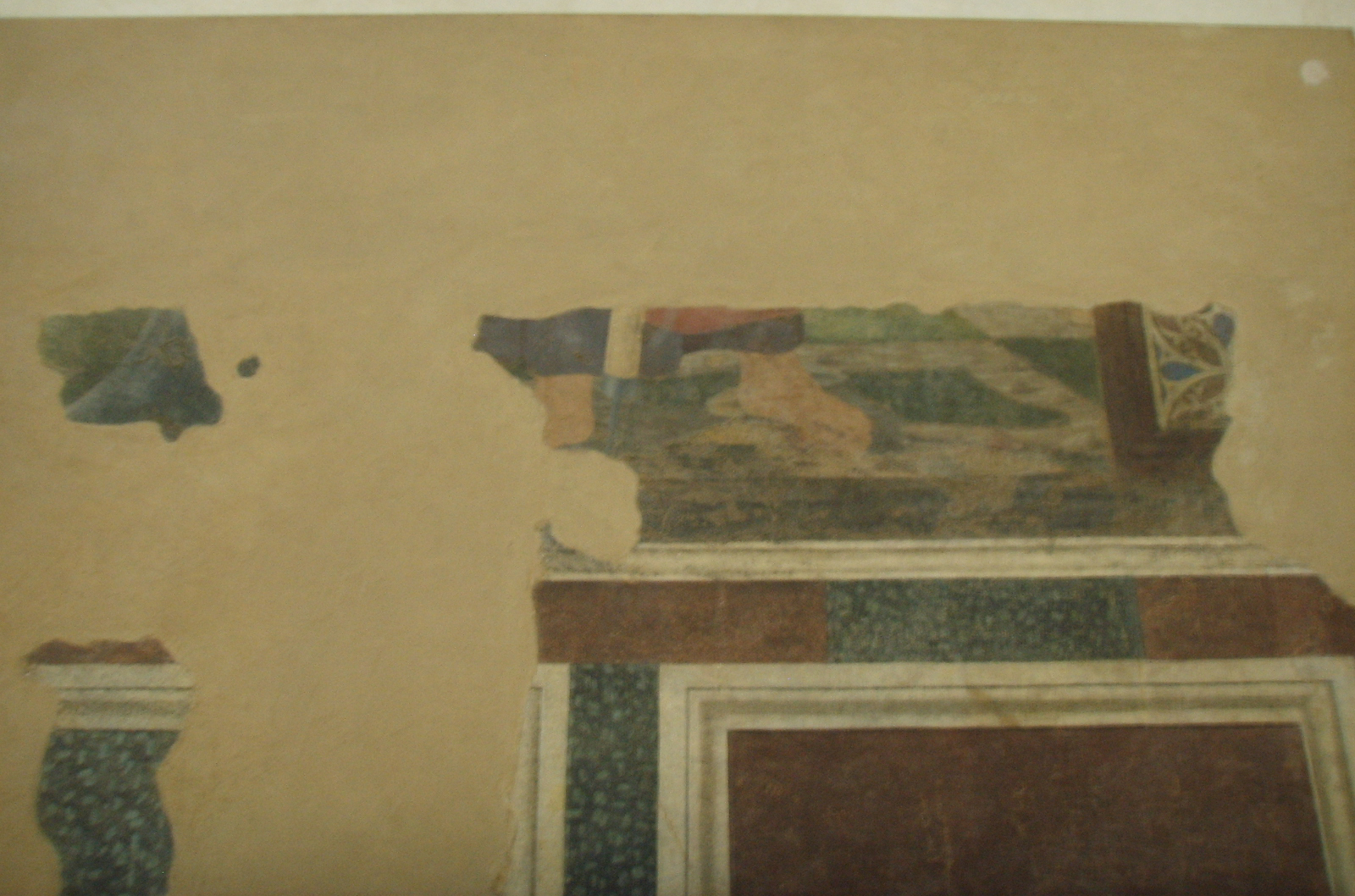
Vestiges de la fresque de la
Vie de la Vierge
à l'église Sant'Egidio, Florence.

En 1439, la présence de Piero est documentée à Florence pour la première fois, ville où il a peut-être fait sa véritable formation dès 1435. À cette date, cela faisait dix ans que Masaccio avait disparu. À Florence, Piero était apprenti chez Domenico Veneziano.
Le 7 septembre 1439, il est cité comme collaborateur à la réalisation d'un cycle de fresques - aujourd'hui perdu - dédié à la Vie de la Vierge dans le chœur de Sant'Egidio. Il a rencontré Fra Angelico grâce à qui il a eu accès aux travaux de Masaccio et aux autres travaux des maitres de l'époque de Brunelleschi. La peinture lumineuse et la palette claire et raffinée de Domenico Veneziano influencent Piero tout comme le style moderne et vigoureux de Masaccio qui a donné lieu à quelques caractéristiques fondamentales de son travail ultérieur. Piero a rencontré les diverses solutions de la pré-Renaissance florentine quant à la représentation du corps humain. Il a développé l'espace à trois dimensions sur une surface à deux dimensions. D'une part était encore en vigueur le linéarisme et le lyrisme de Fra Angelico, Gonzolo Panozzo ou Fra Filippo Lippi, et d'autre part, le réalisme géométrique de Paolo Uccello. Piero a appris comment représenter une lumière atmosphérique, par l'ajout d'une grande proportion d'huile dans les couleurs.

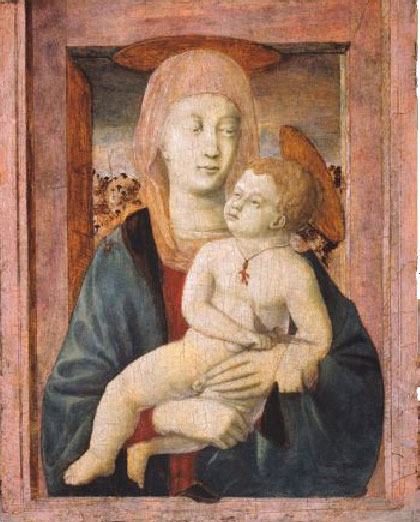
Vierge à l'Enfant (1435-1440)
collection privée.

Il avait probablement collaboré avec Domenico Veneziano à Pérouse en 1437-1438.
La première œuvre qu'on a conservée de lui est la Vierge à l'Enfant, qui se trouve actuellement dans la collection Contini Bonacossi, attribué à Piero pour la première fois en 1942 par Roberto Longhi. Elle date des années 1435-1440 quand Piero travaillait encore comme collaborateur de Domenico Veneziano.
En 1442, Piero, de retour à Sansepolcro, nommé l'un des popolari Consiglieri (« conseillers du peuple ») du conseil communal. Le 11 janvier 1445, la Fraternité locale de la Miséricorde le charge de peindre un retable pour l'autel de son église : le contrat prévoyait la réalisation de l'œuvre en trois ans, mais elle a été retardée de plus d'une quinzaine années et une partie a été peinte par des collaborateurs de l'atelier de Piero. Le maitre réalise personnellement saint Sébastien, saint Jean-Baptiste, le panneau central et la Crucifixion.
Plus tard, en 1462, la confrérie de Sansepolcro conserve la trace d'un paiement à Marco di Benedetto de' Franceschi, frère de Piero et son représentant pour ce retable. La partie la plus connue du retable est le panneau central, peut-être le dernier tableau, qui représente la Vierge de miséricorde. La confrérie a exigé que le fond du retable peint par Piero soit doré, avec un trait archaïque et inhabituel.

### Voyages dans les cours italiennes (Ferrare, Ancône, Rimini)
| - Saint Jérôme pénitent (1450) - Saint Jérôme et le donateur Girolamo Amadi v. 1450 |

Piero a ensuite été sollicité par divers princes. Dans les années 1440, on le trouve dans différentes cours italiennes : Urbino, Ferrare et probablement Bologne où il a réalisé des fresques qui ont été perdues ensuite. À Ferrare, il a travaillé entre 1447 et 1448 pour Lionel d'Este, marquis de Ferrare.
En 1449, il a exécuté plusieurs fresques dans le Château d'Este et dans l'église Saint-André de Ferrare, qui sont également perdues. Piero a pu avoir ici un premier contact avec la peinture flamande, rencontré Rogier van der Weyden directement ou à travers les œuvres qu'il a laissées à la cour. Cette influence flamande est particulièrement évidente si l'on pense à son usage précoce de la peinture à l'huile. Piero a influencé postérieurement le peintre ferrarais Cosmè Tura.
Le 18 mars 1450, il est documenté à Ancône, comme témoin d'un testament (récupéré récemment par Matteo Mazzalupi) de la veuve du comte de Giovanni di messer Francesco Ferretti. Dans le document, le notaire spécifie que les témoins sont tous « citoyens et habitants d'Ancône », de sorte que Piero était probablement pour quelque temps l'hôte de l'importante famille ancônitaine et peut-être le peintre du tableau Saint Jérôme pénitent, daté précisément de 1450. Dans les mêmes années provient le Saint Jérôme et le donateur Girolamo Amadi (Gallerie dell'Accademia de Venise), mécène vénitien que Piero a rencontré à Venise, connue comme ville où l'on achetait des couleurs à l'époque. Dans les deux cas, il existe un intérêt pour le paysage et la représentation adéquate des détails, pour les variations des matériaux et de la lumière, qui peuvent être expliqués seulement à travers une connaissance directe de la peinture flamande. Vasari rappelle aussi des Fiançailles de la Vierge sur l'autel de la cathédrale Saint-Jean, œuvre disparue en 1821.
Selon Giorgio Vasari, Piero et Domenico travaillèrent auparavant dans la Basilique de Lorette, en 1447, dans les Marches d’Ancône, très probablement dans la Sacristie della Cura de la Sainte Maison qui en raison de l’épidémie de peste qui toucha alors l’Italie centrale, ne fut achevé ou recouverte qu’en 1480 par Luca Signorelli.

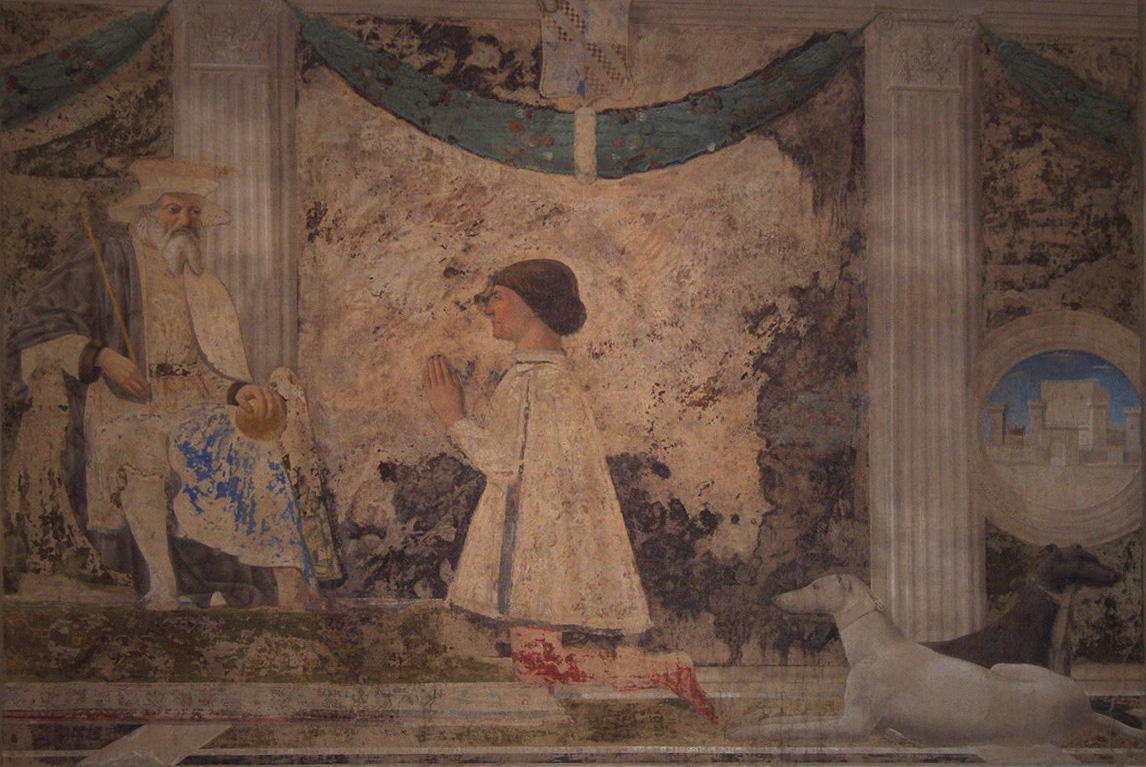
Sigismond Malatesta priant saint Sigismond

En 1451, il était à Rimini appelé par Sigismond Malatesta. Là-bas, il lui est confié le décor de la chapelle des reliques du Temple Malatesta. Sa fresque monumentale du « Loup de Rimini » en orant, Sigismond Malatesta priant saint Sigismond, son saint patron et roi des Burgondes, prend place dans un cadre en trompe-l'œil. Il a également fait un portrait du condottiere, Portrait de Sigismond Malatesta, seigneur de Rimini. C'est probablement à Rimini qu'il a rencontré un autre célèbre mathématicien et architecte de la Renaissance, Leon Battista Alberti.

### Les Fresques d'Arezzo:La Légende de la Vraie Croix: première phase (1452-1458)

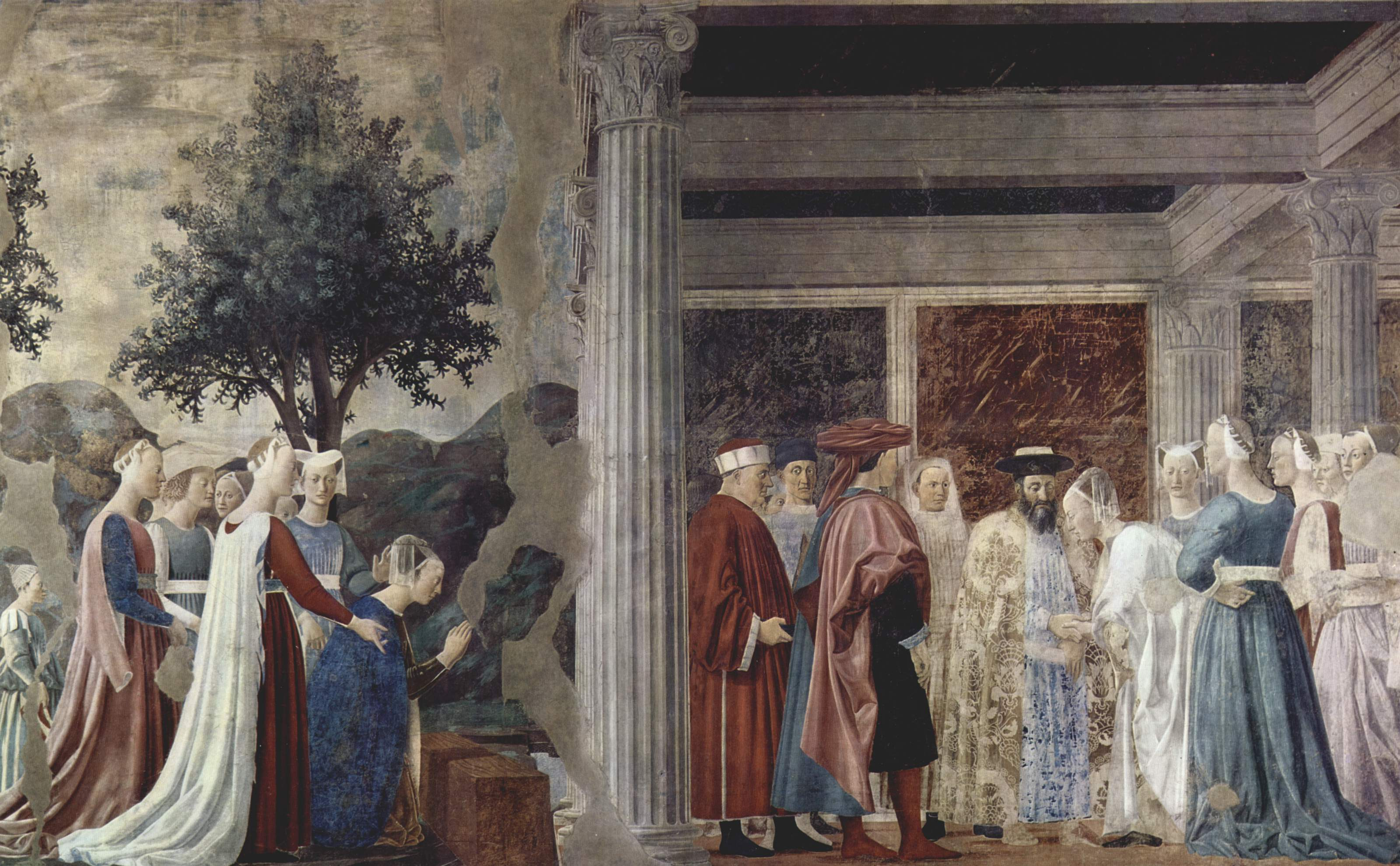
L'Adoration de l'arbre sacré par la reine de Saba et la rencontre entre Salomon et la reine de Saba

En 1452, Piero della Francesca fut appelé à réaliser, à la place de Bicci di Lorenzo mort la même année, une série de fresques qui l'ont fait connaître et qui font partie des œuvres les plus significatives de la Renaissance : les fresques de la basilique San Francesco d'Arezzo, dédiées à La Légende de la Vraie Croix, tirée de La Légende dorée de Jacques de Voragine, thème appartenant traditionnellement au registre de l'iconographie franciscaine. C'est la famille Bacci, la plus riche d'Arezzo, qui lui a commandé la décoration du chœur et de la chapelle absidiale de l'église dédiée à saint François d'Assise.
En 1447, les Bacci avait embauché Bicci di Lorenzo, de tradition gothique tardif, qui n'avait pu achever que la fresque de la coupole juste avant sa mort. Les Bacci ont donc par la suite embauché Piero pour achever le travail qu'on peut découper en deux périodes : 1452-1458 et 1460-1466 après son passage à Rome. À la fin de 1466, la confrérie arétine de l'Annonciation a commandé une bannière avec l'Annonciation, citant dans le contrat le succès des fresques de Saint-François comme un motif de la commande dont, pour cette date, le cycle devait être achevé. Dans cette œuvre, on peut apprécier les caractéristiques qui font de Piero un précurseur de la Haute-Renaissance, comme la composition claire qui emploie majestueusement la perspective géométrique, le traitement riche et innovant de la lumière (inspirée de Domenico Veneziano) et son chromatisme admirable, délicat et clair.

### Rome (1458-1459)
Ensuite on le retrouve à Rome, le 12 avril 1459 pour le paiement de ses peintures de la chambre de Pie II au Vatican.

### Les Fresques d'Arezzo:La Légende de la Vraie Croix: Deuxième phase (1460-1466)

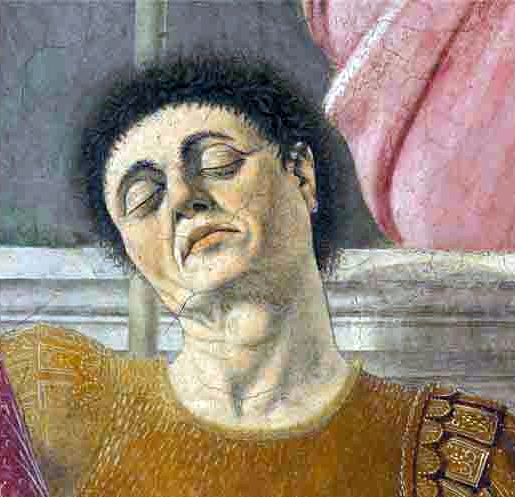
Autoportrait présumé de Piero dans La Résurrection

Piero part, malgré l'engagement dans ce chantier monumental et témoignage de son génie, pour réaliser la fresque représentant sainte Marie-Madeleine, dans le dôme d'Arezzo, en 1460.
Il peint, la même année, la Madonna del Parto pour la chapelle Santa Maria di Nomentana du cimetière de Monterchi, bourgade voisine de Borgo Sansepolcro et ville de naissance de sa mère. Il exécute, les années suivantes, le polyptyque de saint Augustin, dont il ne reste que quatre panneaux.
Il réalise également, au cours de ces années-là, la Résurrection sur un mur de la salle du Conseil de San Sepolcro, devenue aujourd'hui un musée.

### Pérouse et Bastia Umbra (1467-1469)
Conservé actuellement à la Galerie nationale de l'Ombrie à Pérouse, Piero peint le retable du couvent San Antonio à Pérouse.

### Retour à Arezzo puis départ à Urbino (1469-1472)
De nouveau il revient à Arezzo pour livrer l'étendard de la confrérie de l'Annunziata en 1468. Ensuite, il repart à Urbino où Frédéric III de Montefeltro, duc d'Urbino, l'associe en 1465 aux architectes Alberti et Luciano Laurana. Il leur confie la rénovation du Palais ducal d’Urbin.

Le diptyque des ducs d'Urbino, intitulé Triomphe de la chasteté, qui rassemble les portraits de Frédéric et de son épouse Battista Sforza, les représente de profil sur un fond de paysage en perspective. Il travaille également pour une œuvre représentant l'Eucharistie.

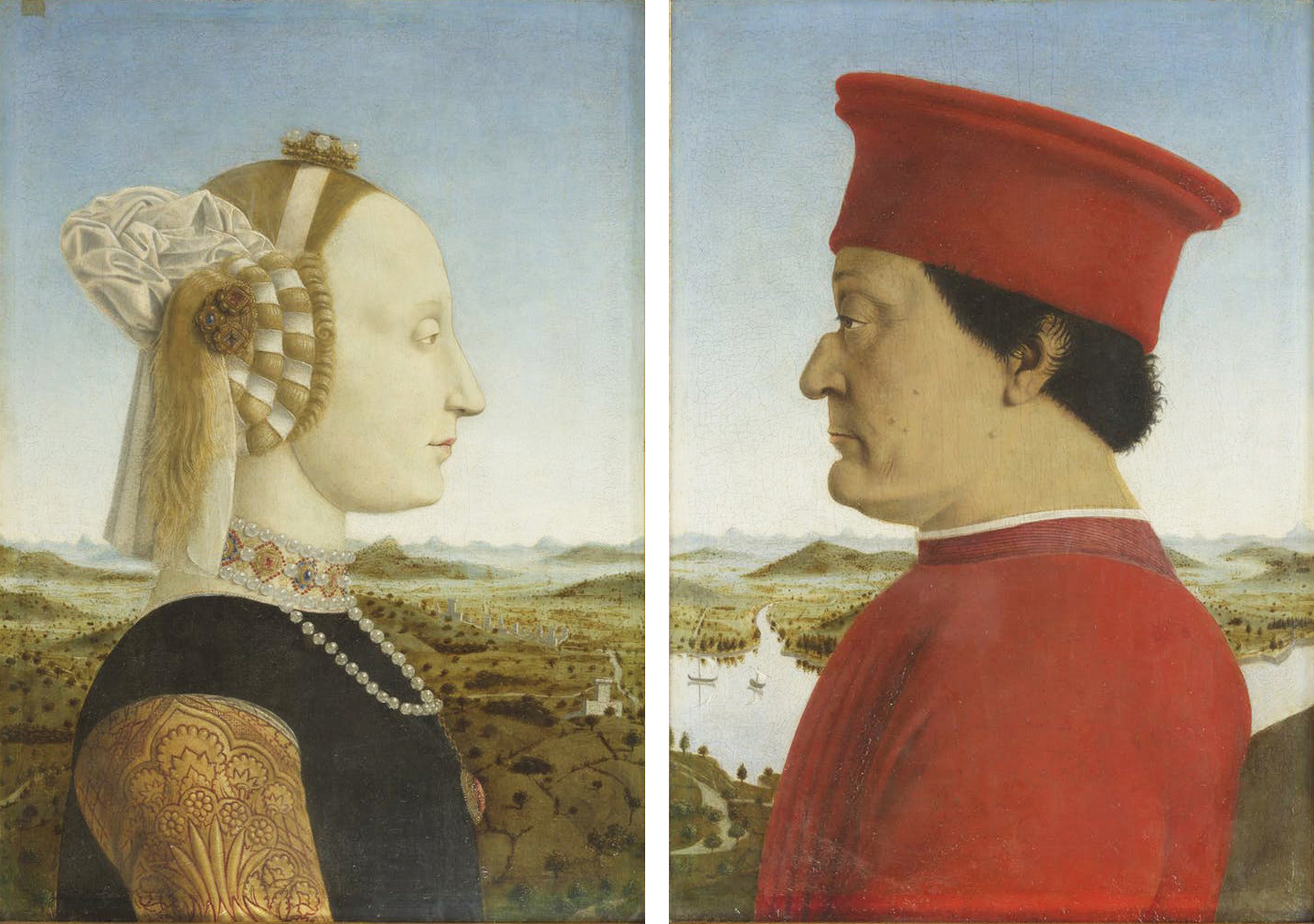
recto du Triomphe de la Chasteté.
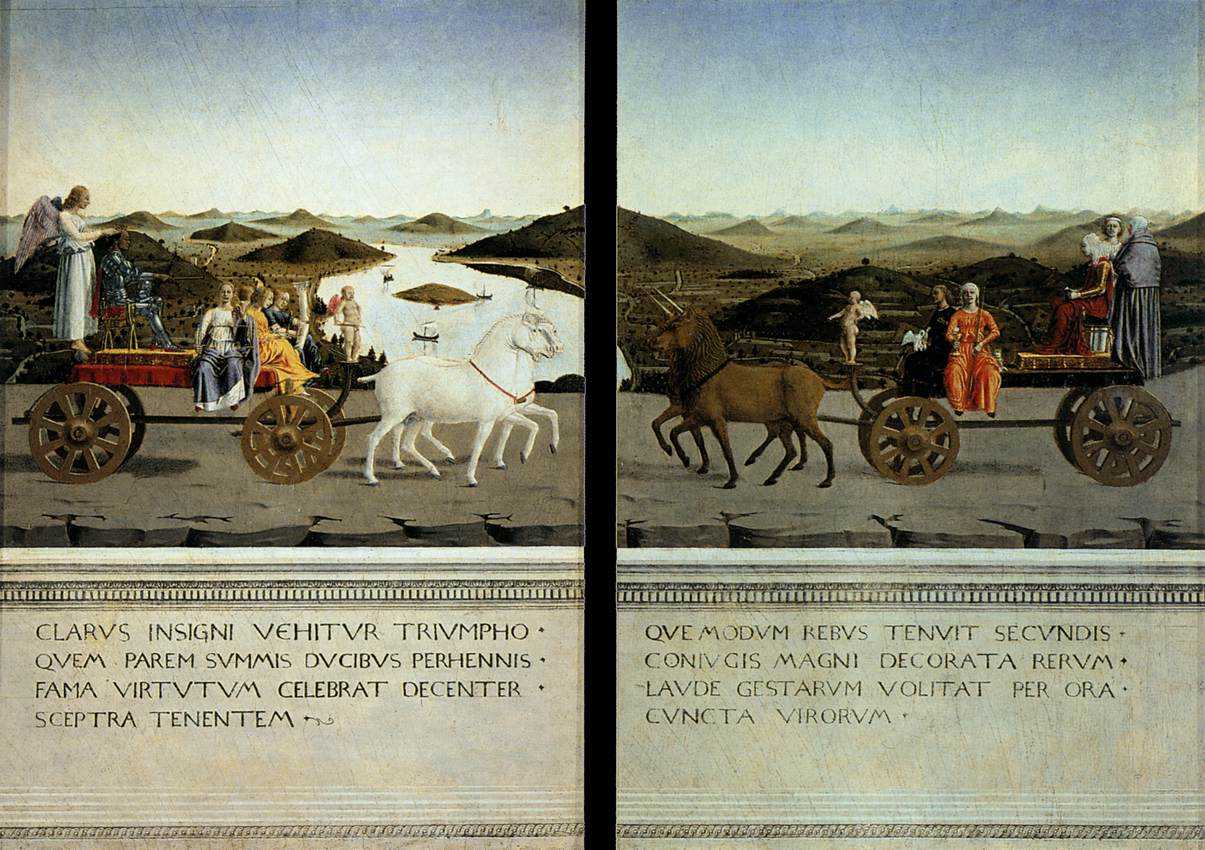
Verso du Triomphe de la Chasteté

### Dernières années
Il revient à Arezzo pour les fresques de la Badia en 1473, et à Sansepolcro en 1478, pour l’exécution d’une fresque de la Vierge commandée par la confrérie de la Miséricorde. On le retrouve à la tête de la confrérie de San Bartolomeo entre 1480 et 1482.
Le 22 avril 1482, il loue « une maison avec un puits » à Rimini.
Le 5 juillet 1487, il établit son testament. Il meurt à Sansepolcro, aveugle, le 12 octobre 1492 ; soit, comme cela a été relevé par la suite, le jour même de la découverte de l'Amérique par Christophe Colomb,.

## Piero le peintre

### Techniques et influences
Sans céder aux effets du trompe-l'œil, Piero della Francesca utilise la perspective afin d'ordonnancer des compositions naturalistes grandioses.
Il étudie les œuvres flamandes en possession de son protecteur, Lionel d'Este, marquis de Ferrare. Le Saint Jérôme pénitent, de 1450, intègre les influences nordiques à la tradition italienne du paysage.
Dans la décoration du chœur de l'église San Francesco d'Arezzo pour le cycle de fresques évoquant l’Histoire de la Vraie Croix du Christ, il renonce à la répartition des scènes dans l'ordre chronologique. Il adopte un rapprochement symétrique et analogique.
Pour Frédéric III de Montefeltro, le diptyque des ducs d'Urbino qu'il exécute sur un fond de paysage en perspective, est directement inspiré de la peinture flamande de la fin du XIVe siècle.

### Œuvres qui nous sont parvenues
Ci-dessous une liste des œuvres de Piero qui existent à ce jour. Pour la majorité entre eux il y a un lien vers un article détaillé décrivant la peinture.

#### Baptême, Flagellation et Résurrection du Christ
Ces trois œuvres sont probablement les plus importants de sa production.
- Baptême du Christ réalisée entre 1448 et 1450 et conservée à la National Gallery de Londres.
- Flagellation du Christ, Une tempera sur bois de 59 × 81 cm réalisée en 1455 avant son retour à Sansepolcro et conservée à la Galleria Nazionale delle Marche d'Urbino.
- La Résurrection : La fresque du Museo Civico di Sansepolcro qui célèbre la victoire du Christ, métaphore de la lumière du monde, et sa victoire sur la mort[p 4].

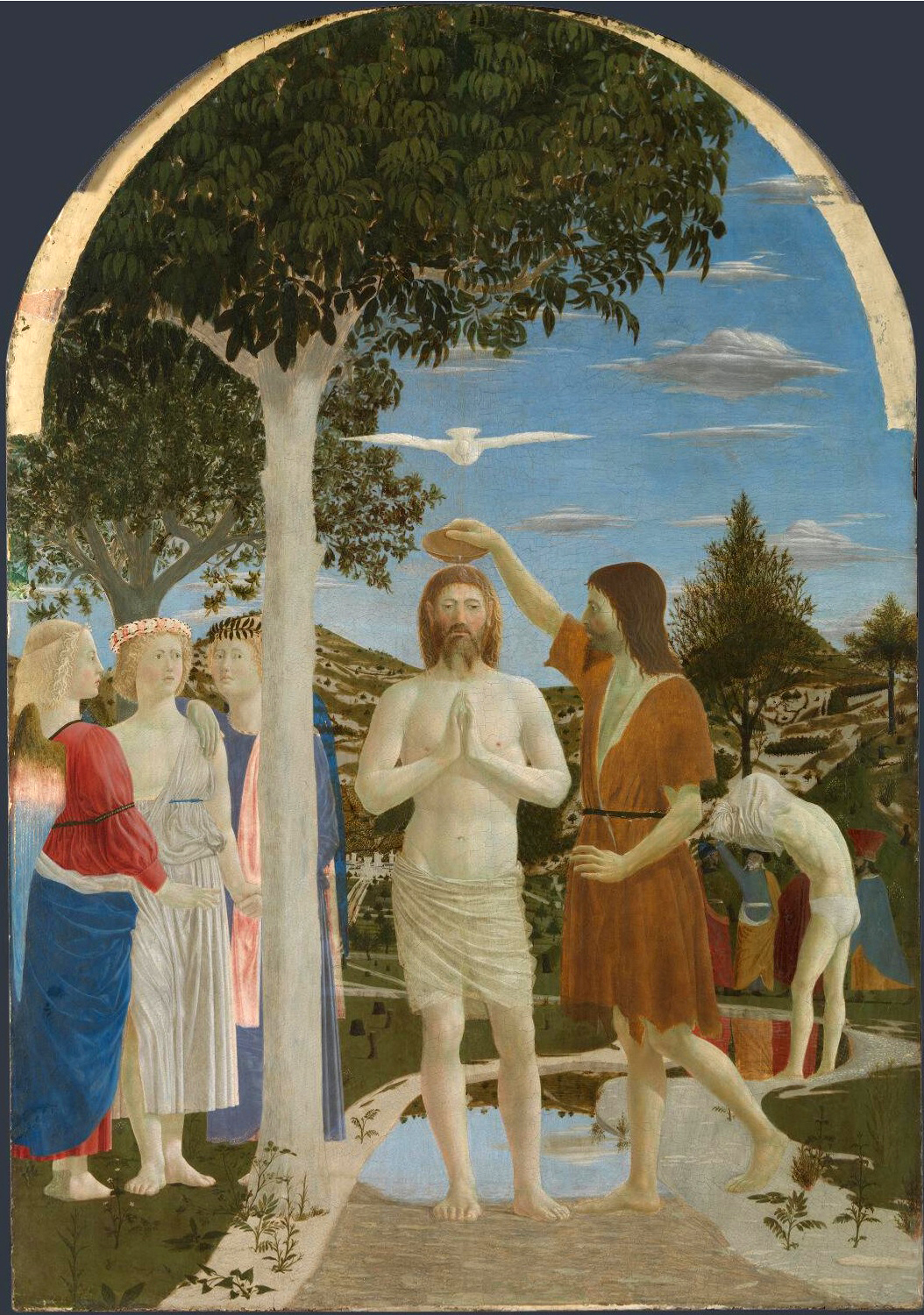
Le Baptême du Christ
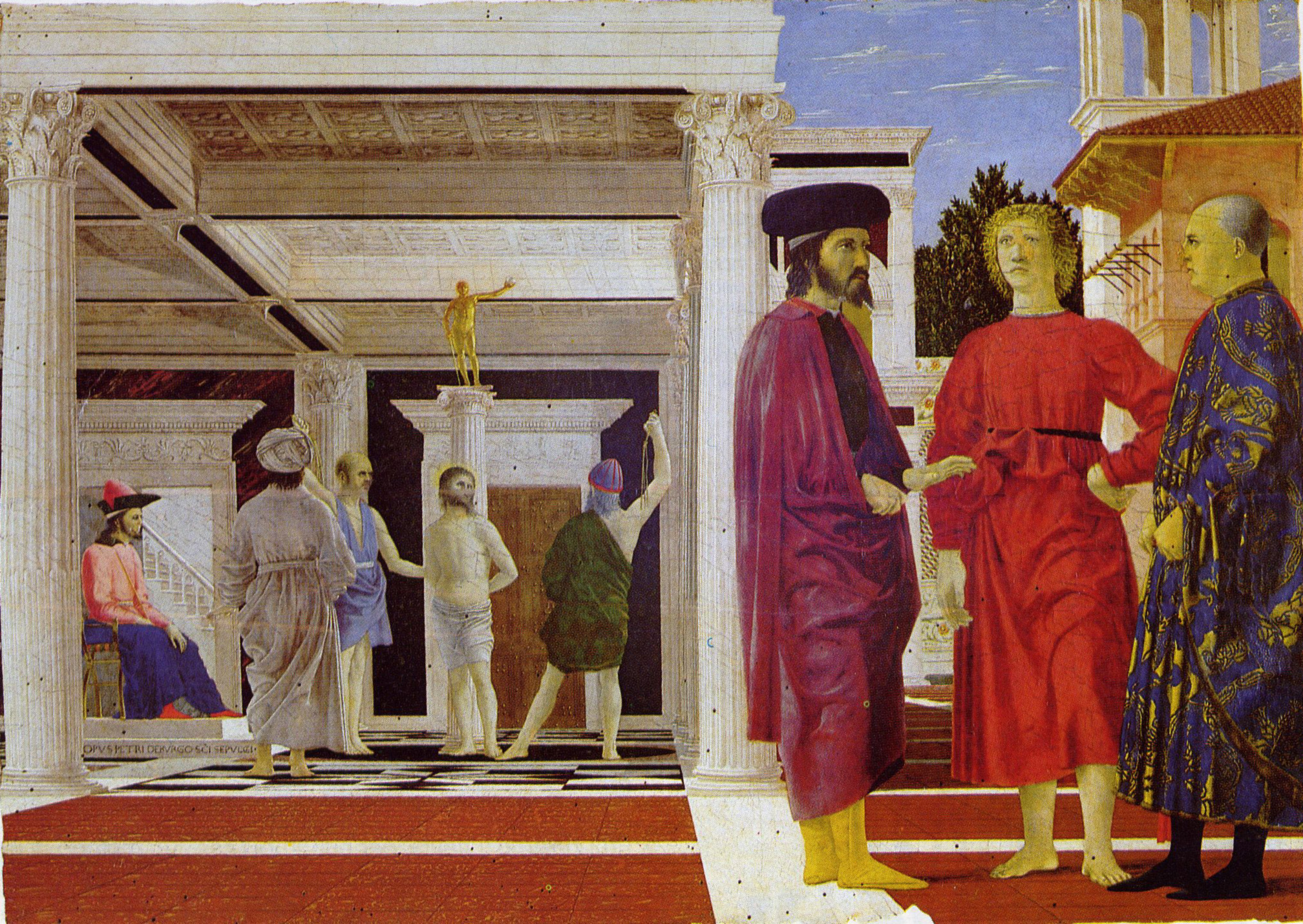
La Flagellation du Christ
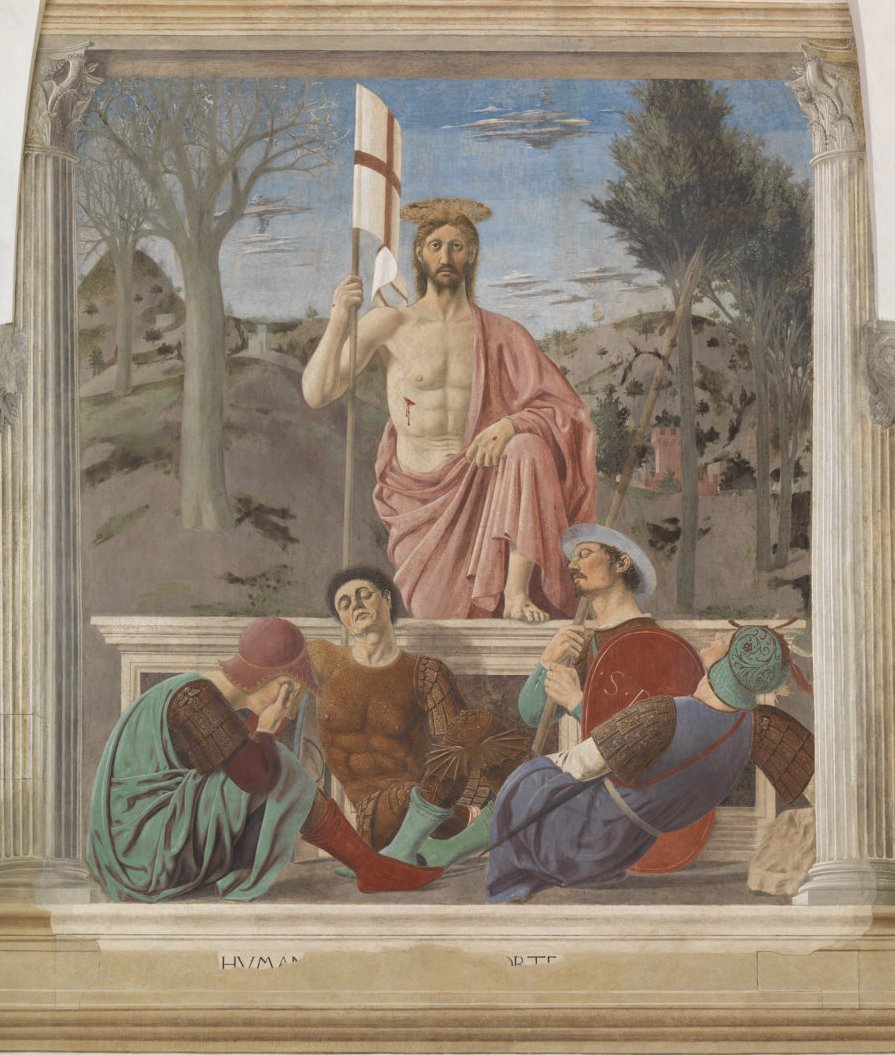
La Résurrection

#### Marie et l'Enfant Jésus
- Madonna del Parto (260 × 203 cm) : Peinte à fresque vers 1455 pour l'église Santa Maria di Momentana à Monterchi. Aujourd'hui restaurée, on peut l'admirer dans un musée qui lui est spécialement consacré, sous les remparts de la ville de Monterchi[p 5].

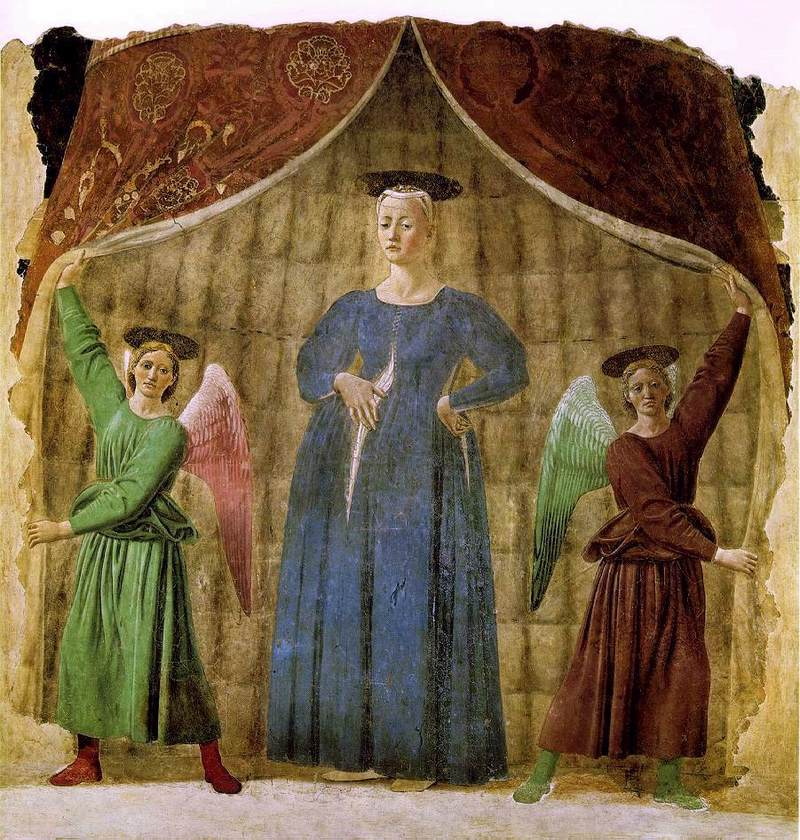
Madonna del Parto.
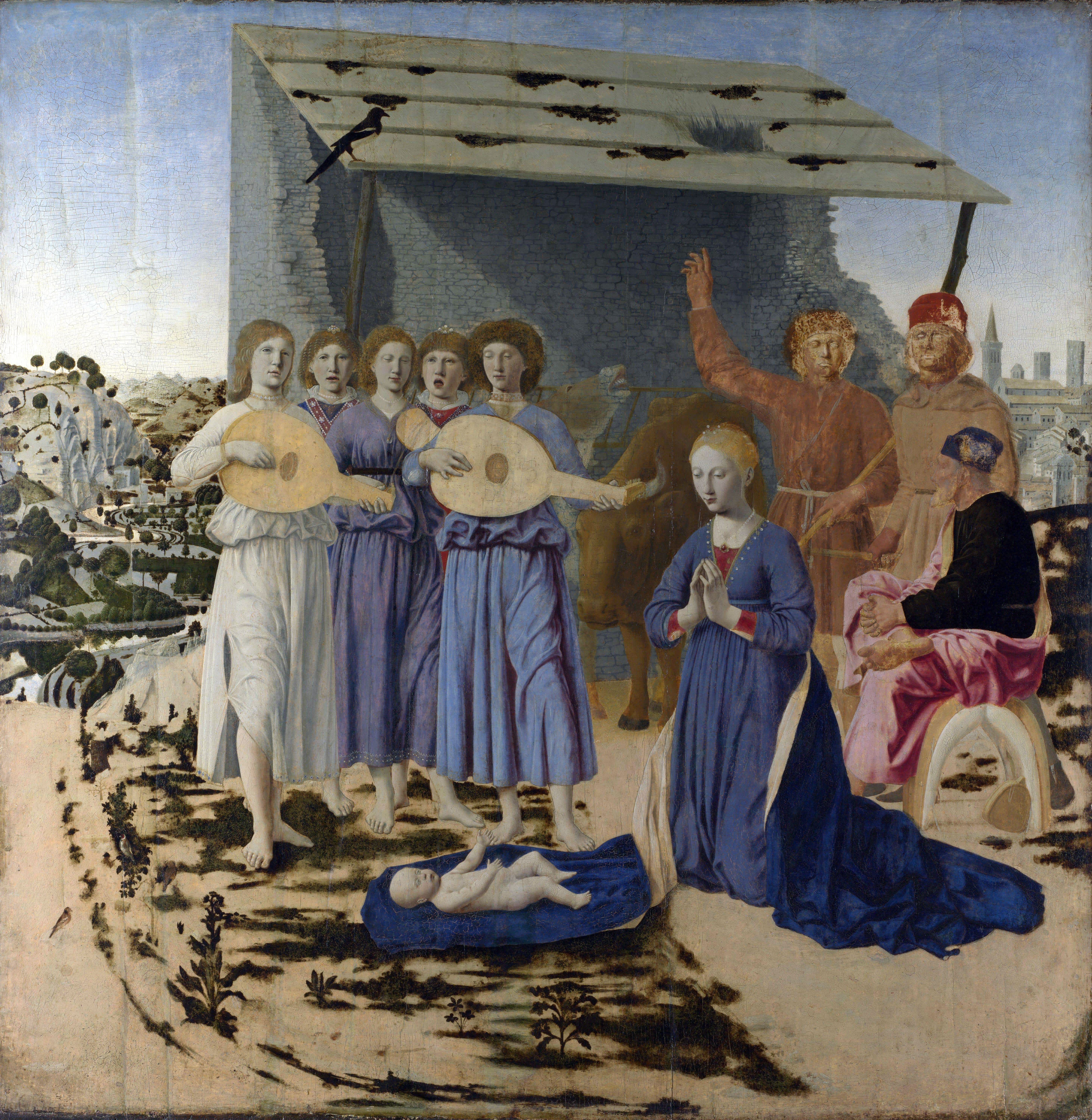
La Nativité.

- La Nativité circa 1470 : peinture à l'huile conservée à la National Gallery de Londres. Le tableau, un essai de peinture à l'huile (nouvelle technique d'origine flamande), a été commandé de son neveu pour son mariage, ce tableau représente la Vierge Marie à genoux devant l'Enfant Jésus, accompagnés par des anges qui chantent au premier plan, alors qu'au second plan on distingue Joseph et les bergers, le bœuf et l'âne[p 6].

##### Vierge à l'Enfant
- Vierge à l'Enfant et quatre anges (1460-1470), huile et tempera sur panneau, 107,8 × 78,4 cm. Le tableau, originellement dans une église de Borgo San Sepolcro, se trouve actuellement au Clark Art Institute[p 7].

La Vierge et l'Enfant sont entourés de quatre anges, dont les ailes son partiellement visibles. L'ange en rouge dirige notre attention vers l'Enfant, qui lui, tente d’attraper une fleur offerte par Marie. L'ange en blanc projette son ombre sur la base de la trône de Marie, qui suggère que le tableau était destiné à être à la droite d'un fenêtre de l'église.
- Vierge à l'Enfant et trois anges (v. 1470), Christ Church college, Oxford.
- La Madonna di Senigallia et deux anges (v. 1460-1475), détrempe sur bois, 61 × 53,3 cm, Galleria Nazionale delle Marche, Urbino
- Vierge à l'Enfant, circa 1440, collection privéé.
- Vierge à l'Enfant, Fondation Cini

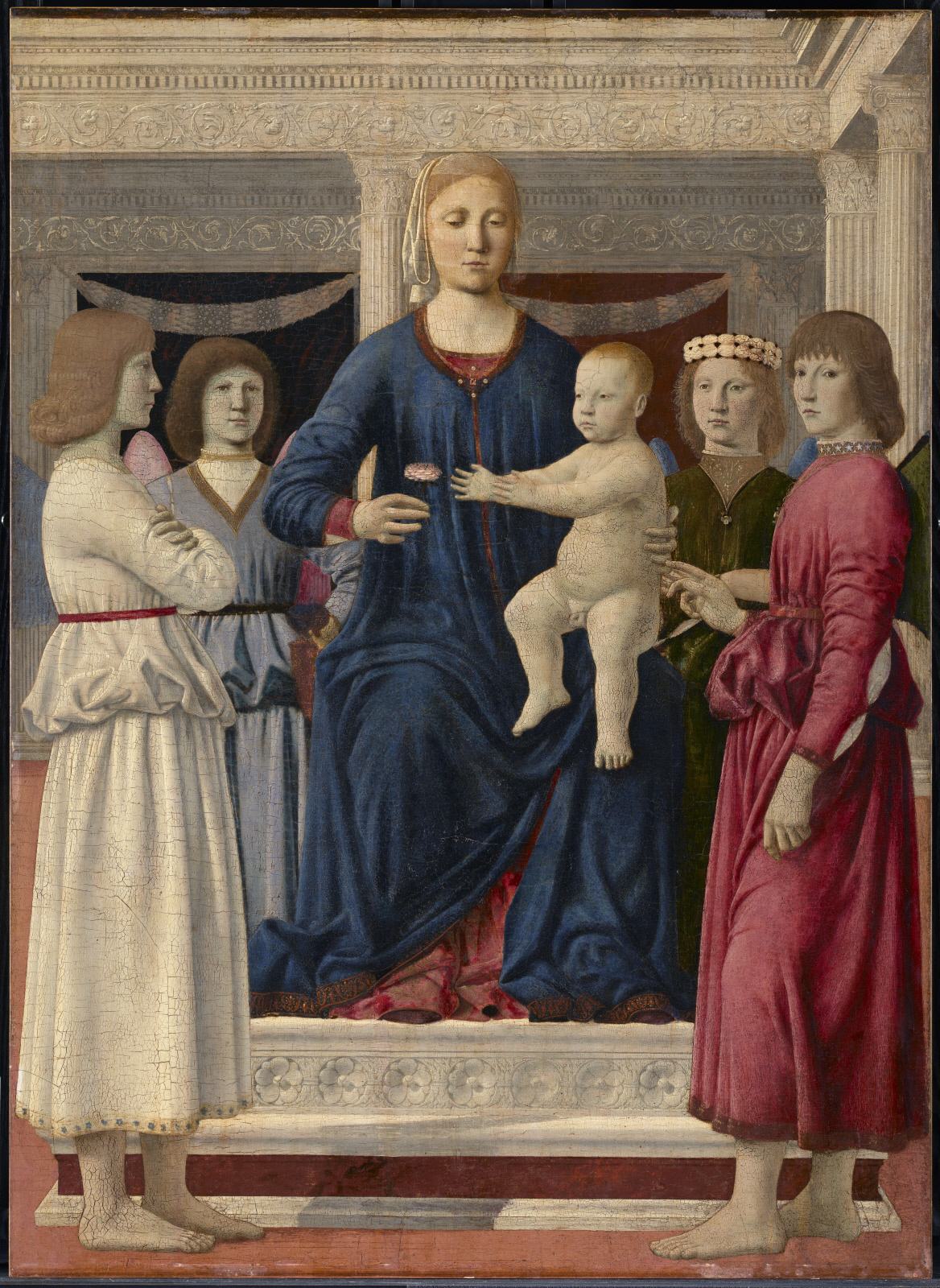
Vierge à l'Enfant et quatre anges.
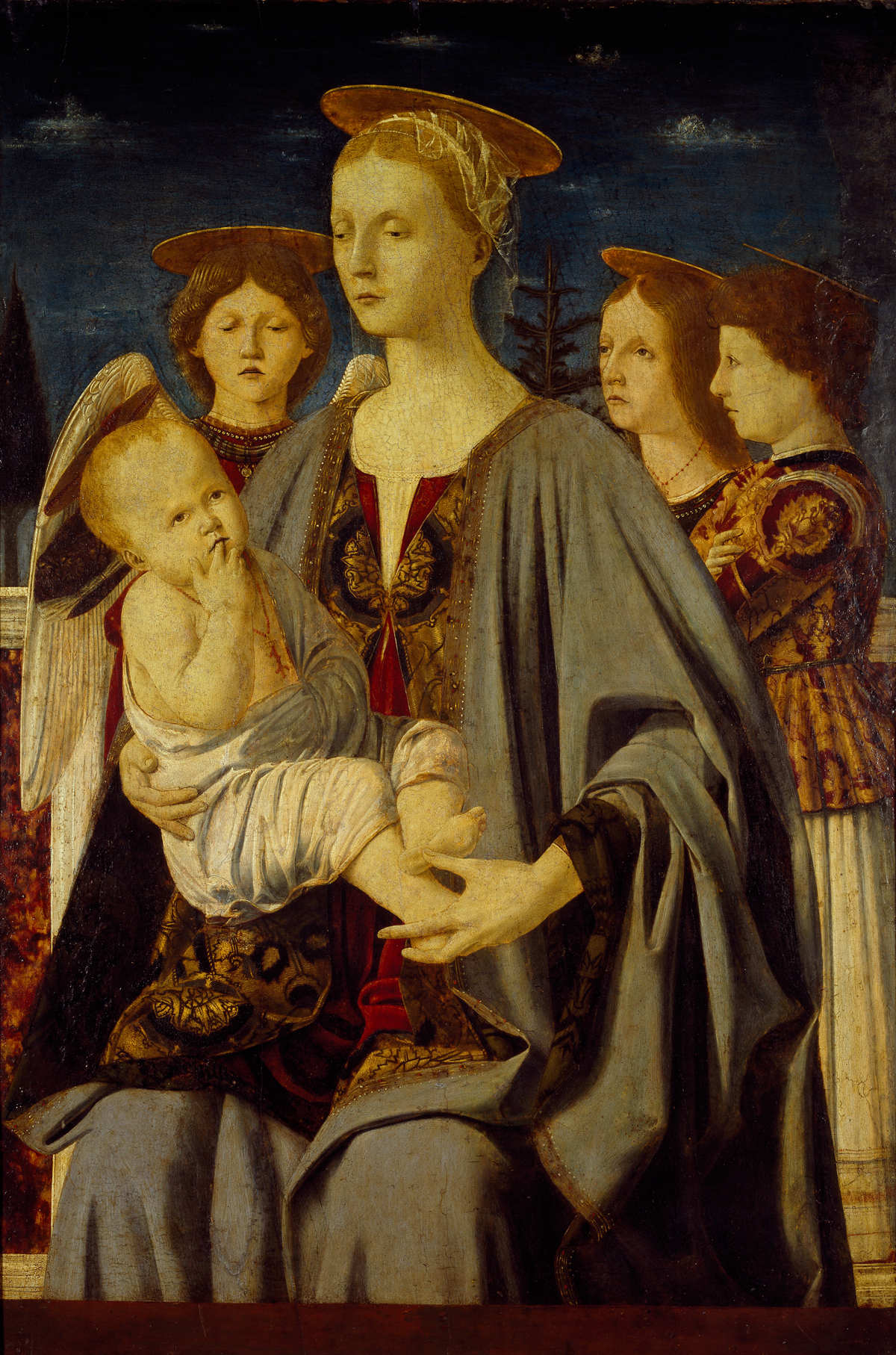
Vierge à l'Enfant et trois anges.
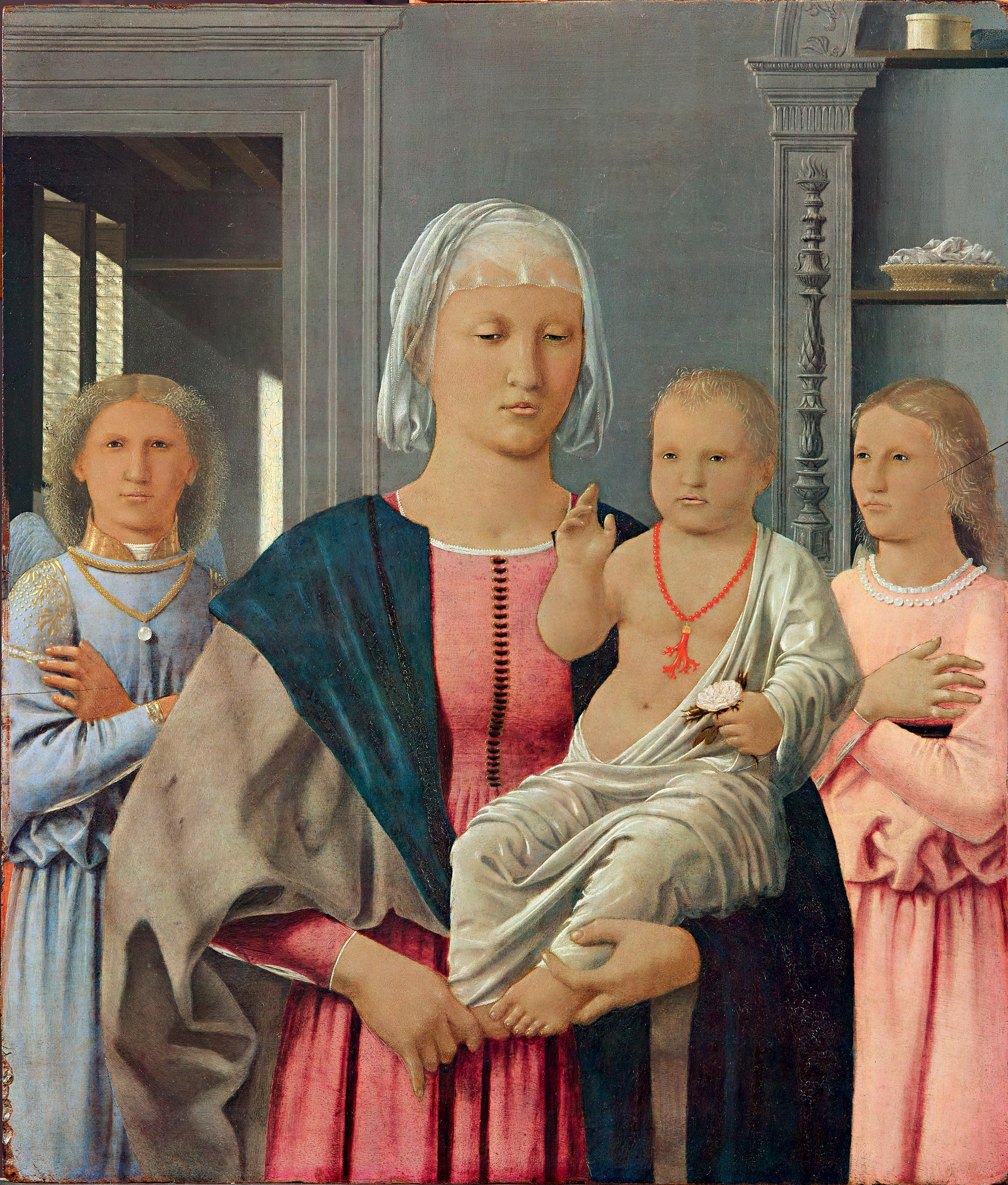
Madonna di Senigallia et deux anges.
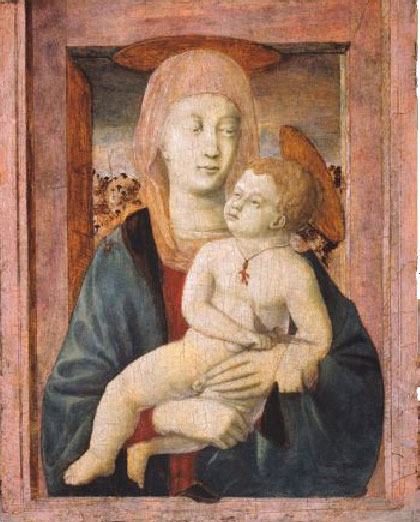
Vierge à l'Enfant.
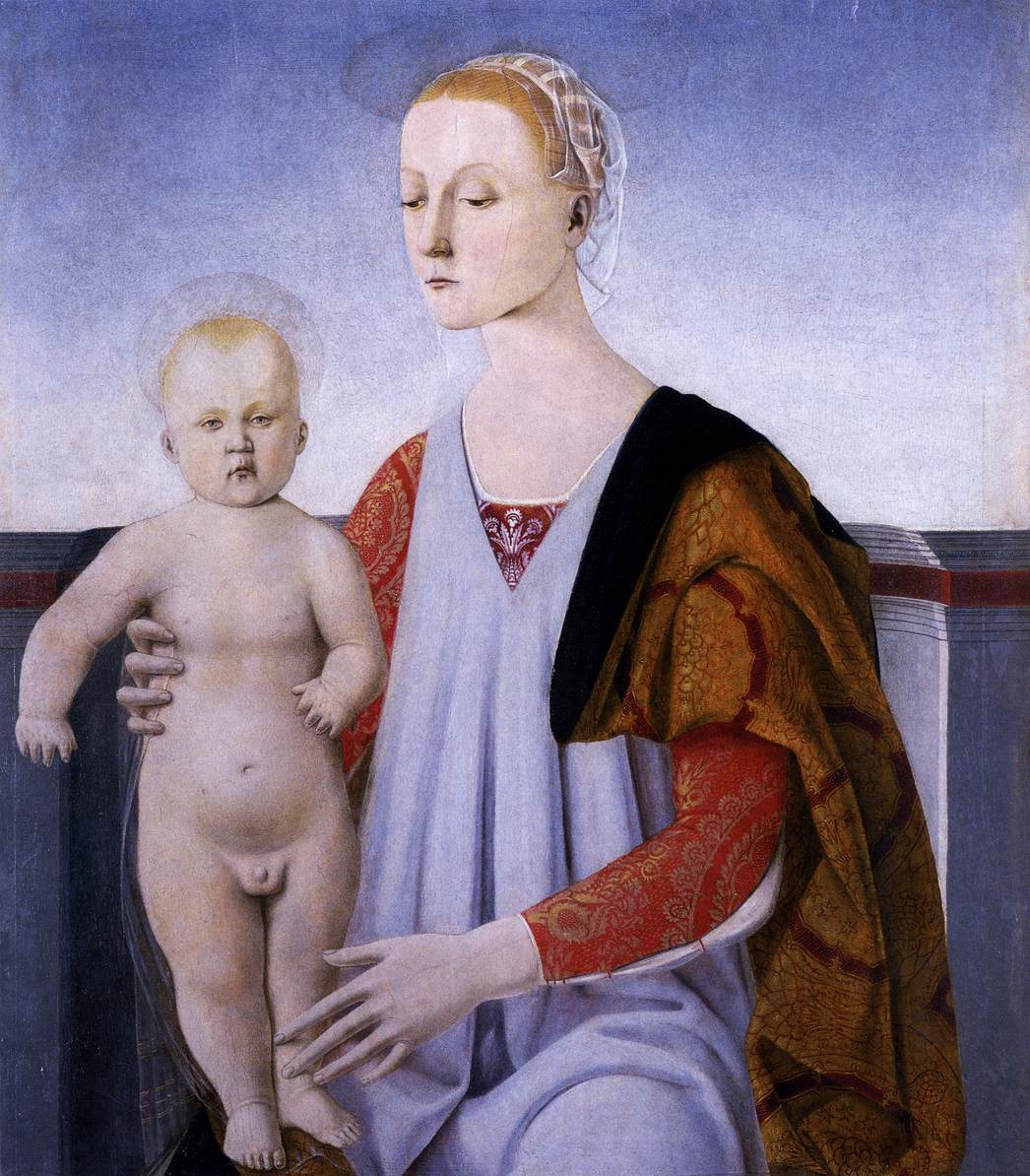
Madonna (Fondation Cini).

#### La Légende de la Vraie Croix
La Leggenda della Vera Croce est un cycle de fresques situé dans le chœur de la chapelle Bacci de la Basilique San Francesco d'Arezzo.
L'œuvre est commanditée par la famille arétine Bacci et commencée en 1447 par Bicci di Lorenzo. À la mort de Bicci en 1452, la réalisation de fresques représentant des épisodes extraits de la légende de la Vraie Croix de La Légende dorée de Jacques de Voragine est confiée à Piero della Francesca. Il les exécute entre 1452 et 1466.

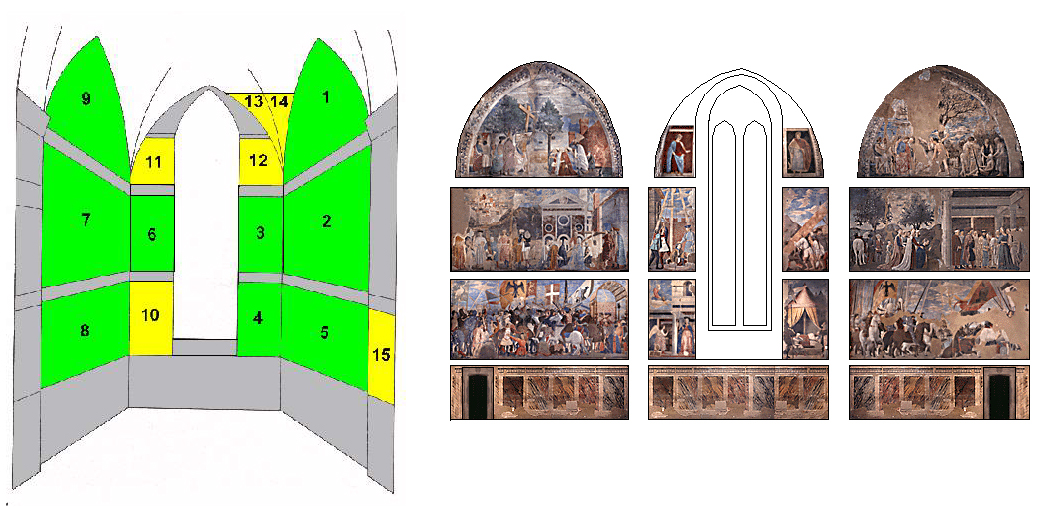
Disposition des fresques

1. Mort d'Adam; son fils Seth rencontre Archange Michael.
2. L'adoration du Bois sacré : la reine de Saba à genoux devant l'arbre qui sera La Croix et sa rencontre avec le roi Salomon.
3. L’enfouissement du Bois sacré.
4. Le songe de Constantin.
5. Victoire de Constantin sur Maxentius à la Bataille du pont Milvius.
6. La torture de Judas, le juif.
7. Découverte par Sainte Hélène (mère de Constantin) et preuve formelle de la Vraie Croix.
8. La bataille entre Héraclius et Chosroès.
9. L'exaltation de La Croix.
10. L'Annonciation à Marie
11. Le prophète Jérémie.
12. Le prophète Isaïe.

#### Portraits
- Le Triomphe de la chasteté : les portraits du duc d'Urbino Frédéric III de Montefeltro et de son épouse Battista Sforza, réalisés entre 1460 et 1470, tempera sur bois. Les deux profils se font face sur fond d'un paysage idéalisé et en perspective. Au verso, leur arrivée dans la ville accompagnée d'anges et de licornes, symboles de chasteté. Les tableaux sont conservés et exposés à la galerie des Offices de Florence.
- Le portrait de Sigismond Malatesta[p 10], huile et tempera sur bois (1451), 44 × 34 cm, musée du Louvre, Paris
- Portrait d'un jeune garçon, peut-être Guidobaldo Ier de Montefeltro.

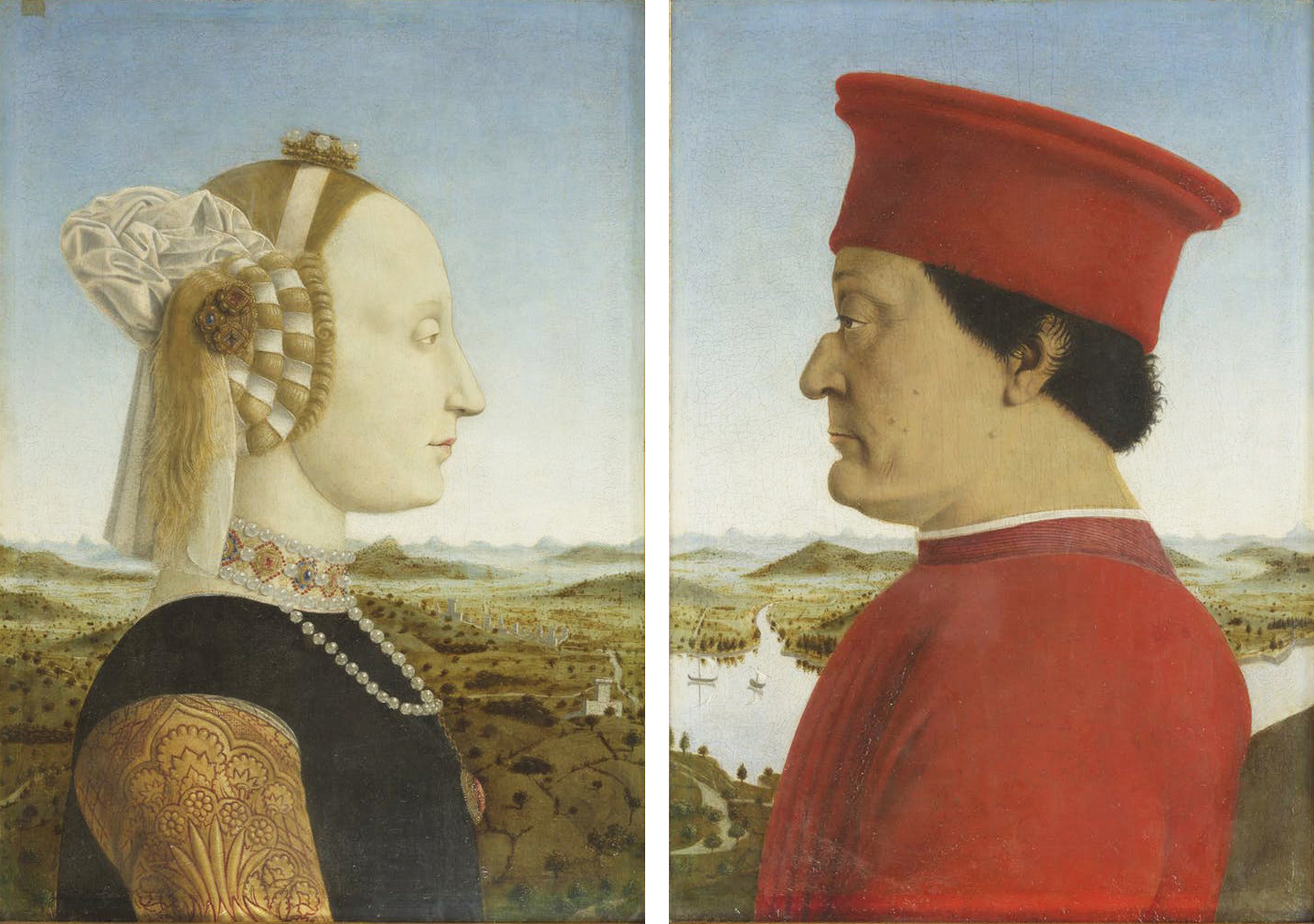
Triomphe de la chasteté : recto.
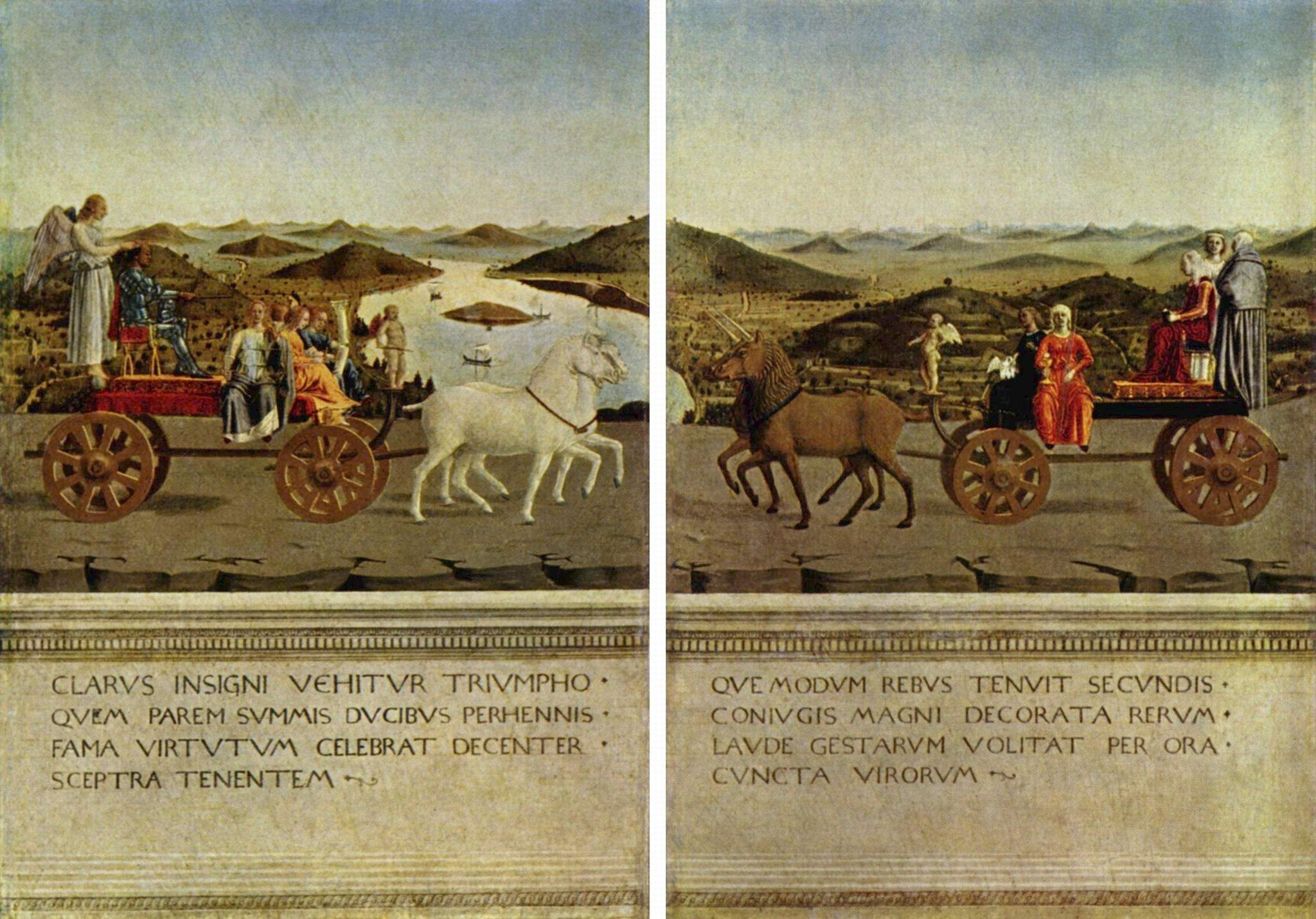
Triomphe de la chasteté : verso.
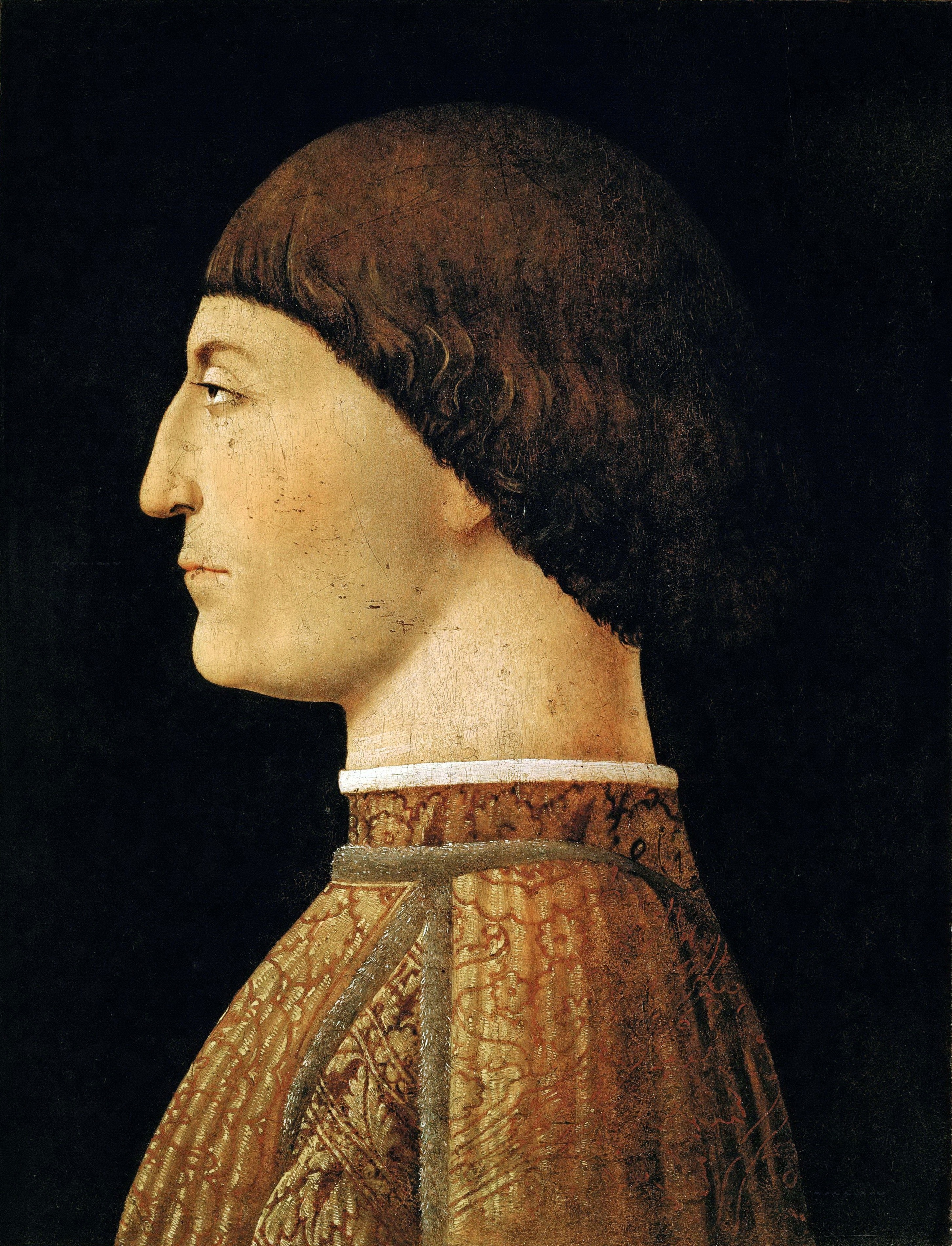
Sigismond Malatesta.
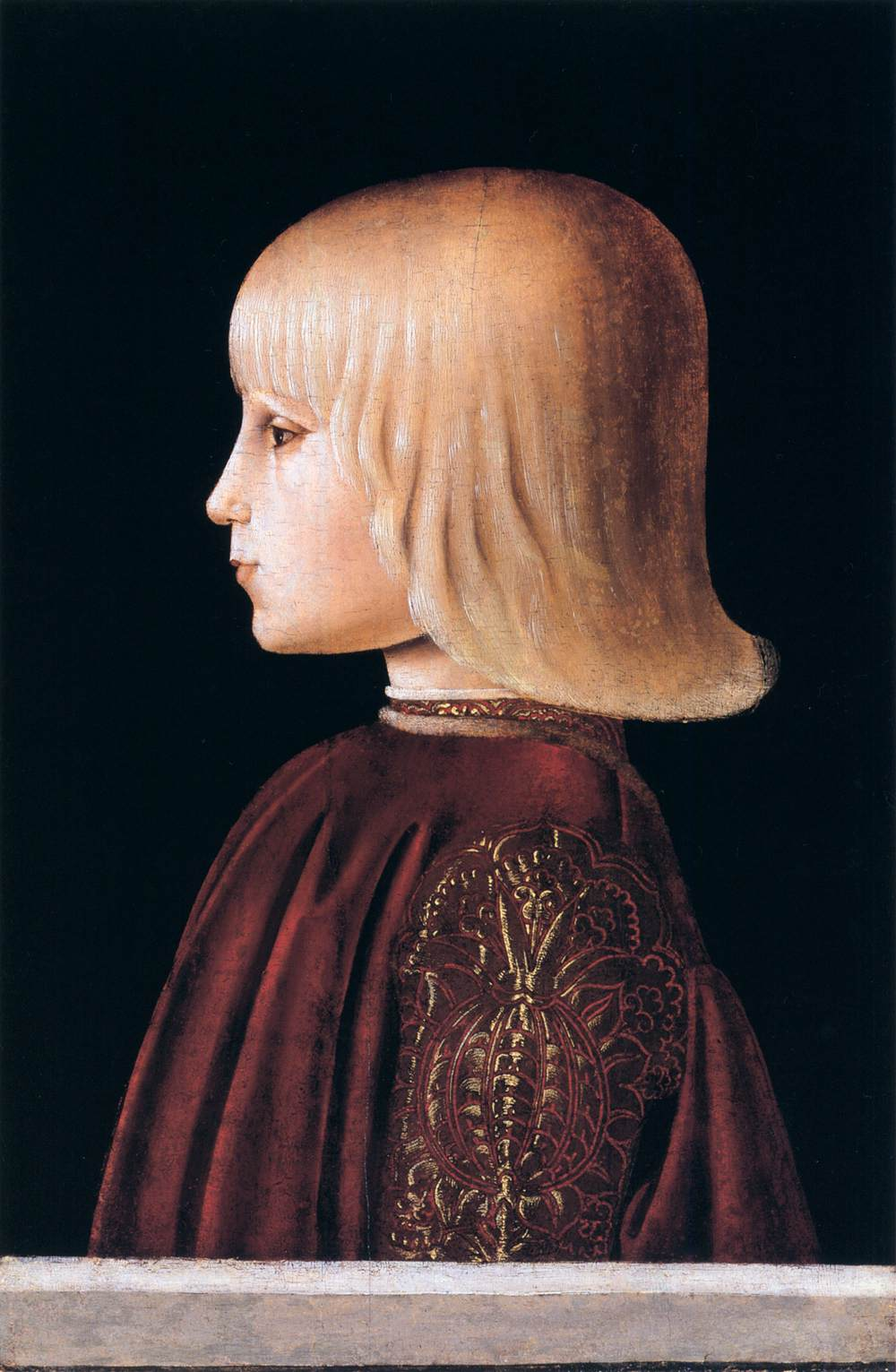
Guidobaldo da Montefeltro (?).

#### Polyptyques
- Polyptyque de Saint-Antoine

Le polyptyque, peint pour le couvent Sant'Antonio de Pérouse de 1469 - tempera sur bois de peuplier de 170 cm × 191,5 cm, est actuellement conservé à la Galerie nationale de l'Ombrie à Pérouse.
| - Retable entier - L'Annonciation - St. Antoine et St. Jean - Vierge à l'Enfant - St. François et Ste. Elisabeth |

Le sommet du volet principal de l'œuvre est occupé par l'Annonciation, sa partie centrale par une Vierge à l'Enfant entourée de saint Antoine, saint Jean-Baptiste, saint François et sainte Élisabeth.
- Polyptyque de la Vierge de Miséricorde

Le polyptyque est commandé par la Confrérie de la Miséricorde en 1445 mais terminé seulement dix-sept ans plus tard. Il fut dispersé en 1807 après la dissolution de l'ordre, puis recomposé en 1892 et placé dans l'église San Roco. Le polyptyque est exposé actuellement au Museo Civico di Sansepolcro.
| - Polyptyque complet - Panneau central |

- Polyptyque de saint Augustin[p 11], peint en huile et tempera sur bois, par Piero entre (1455-1469).

En 1454 Angelo di Giovanni di Simone d'Angelo commissionnait un polyptyque pour l'autel majeur de l'église San'Augustino. La commande était terminée en novembre 1469 et Piero a reçu le paiement final en mai 1470.
Vasari a vu le polyptyque complet en 1550. Le polyptyque était séparé en panneaux indépendants en 1555 quand la communauté d'augustins s'est transférée à la Pieve de Santa Maria. Les panneaux étaient placés sur leur nouvel autel majeur. Au XVIIe siècle les panneaux ont été dispersés. Ils se trouvent actuellement dans plusieurs musées différents. Parmi les dix panneaux originels, deux sont perdus.
| - Reconstitution du polyptyque |

Les huit existants sont :
- Sainte Monique, 38,7 × 27,9 cm, Frick Collection, New York ;
- La Crucifixion, 37,5 × 41,1 cm, Frick Collection, New York ;
- Apolline d'Alexandrie,38,8 × 28 cm, National Gallery, Washington ;
- Moine Augustinien (saint Léonard ?), 40 × 28,2 cm Frick Collection, New York ;
- Saint Augustin, 132 × 56,5 cm, au Museu Nacional de Arte Antiga de Lisbonne ;
- Saint Michel archange, 133 × 59,5 cm, à la National Gallery, Londres ;
- Saint Jean-Baptiste, 131,5 × 57,8 cm à la Frick Collection de New York ;
- Saint Nicolas de Tolentino, 136 × 59 cm, musée Poldi Pezzoli, Milan.

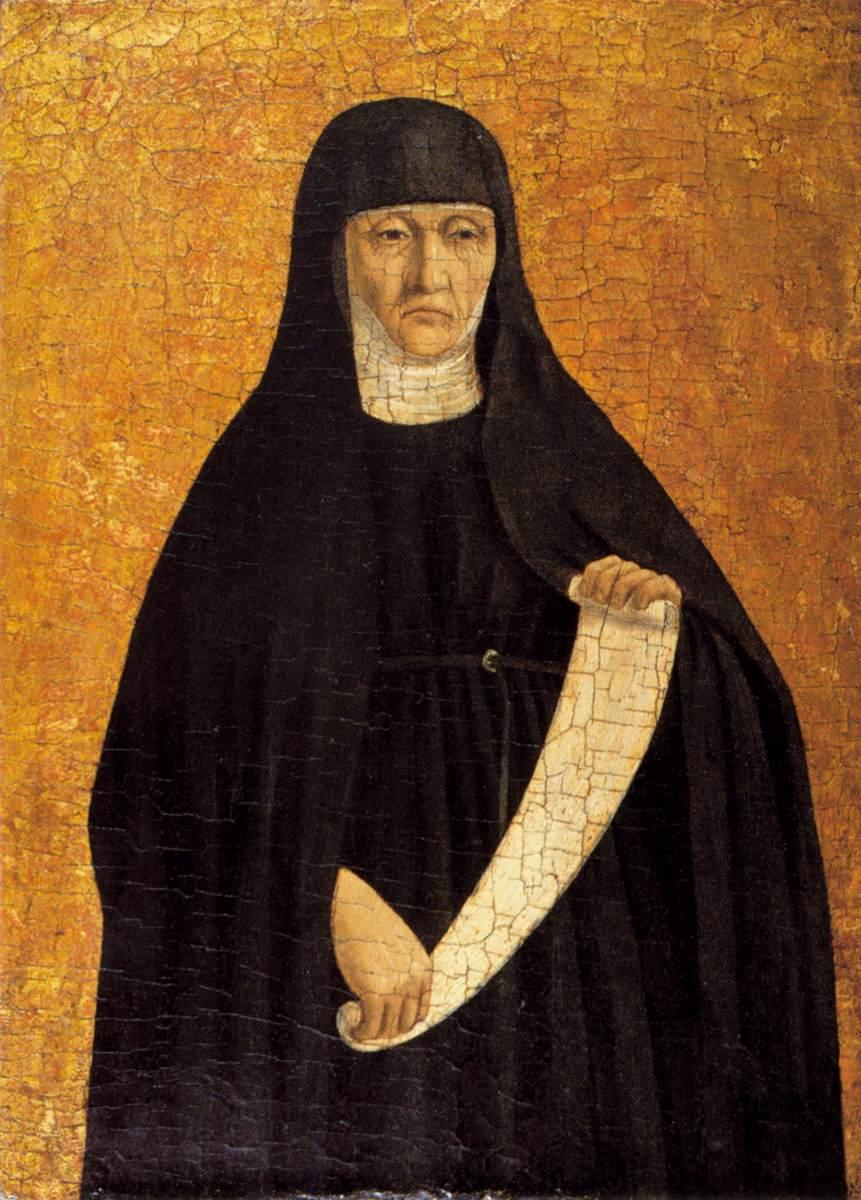
Sainte Monique
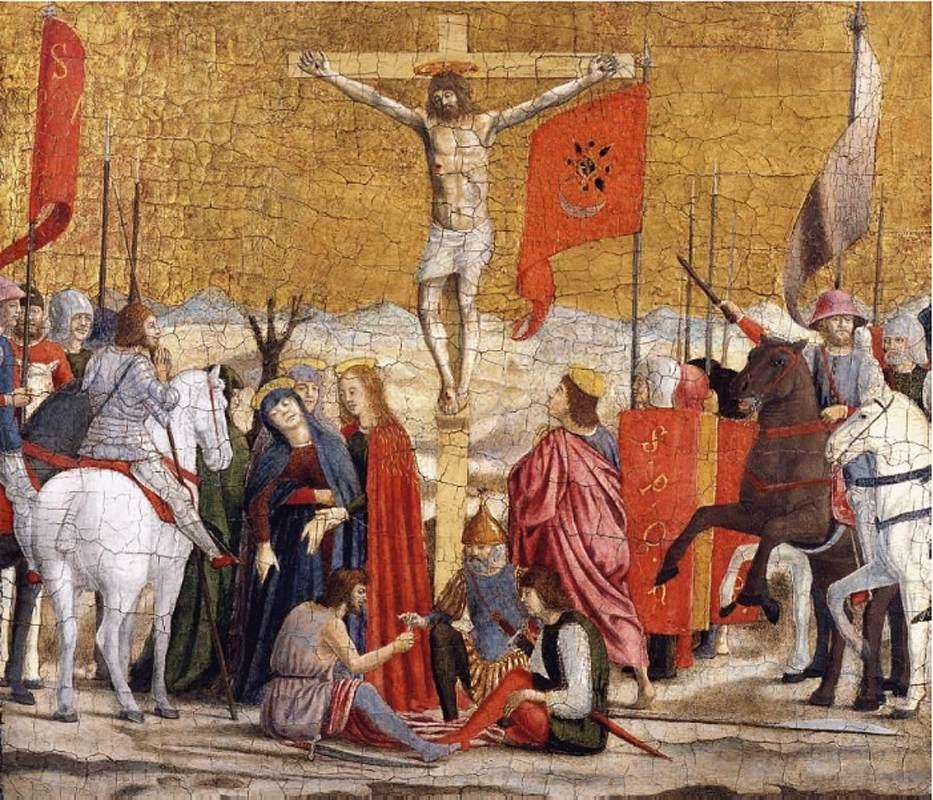
Crucifixion
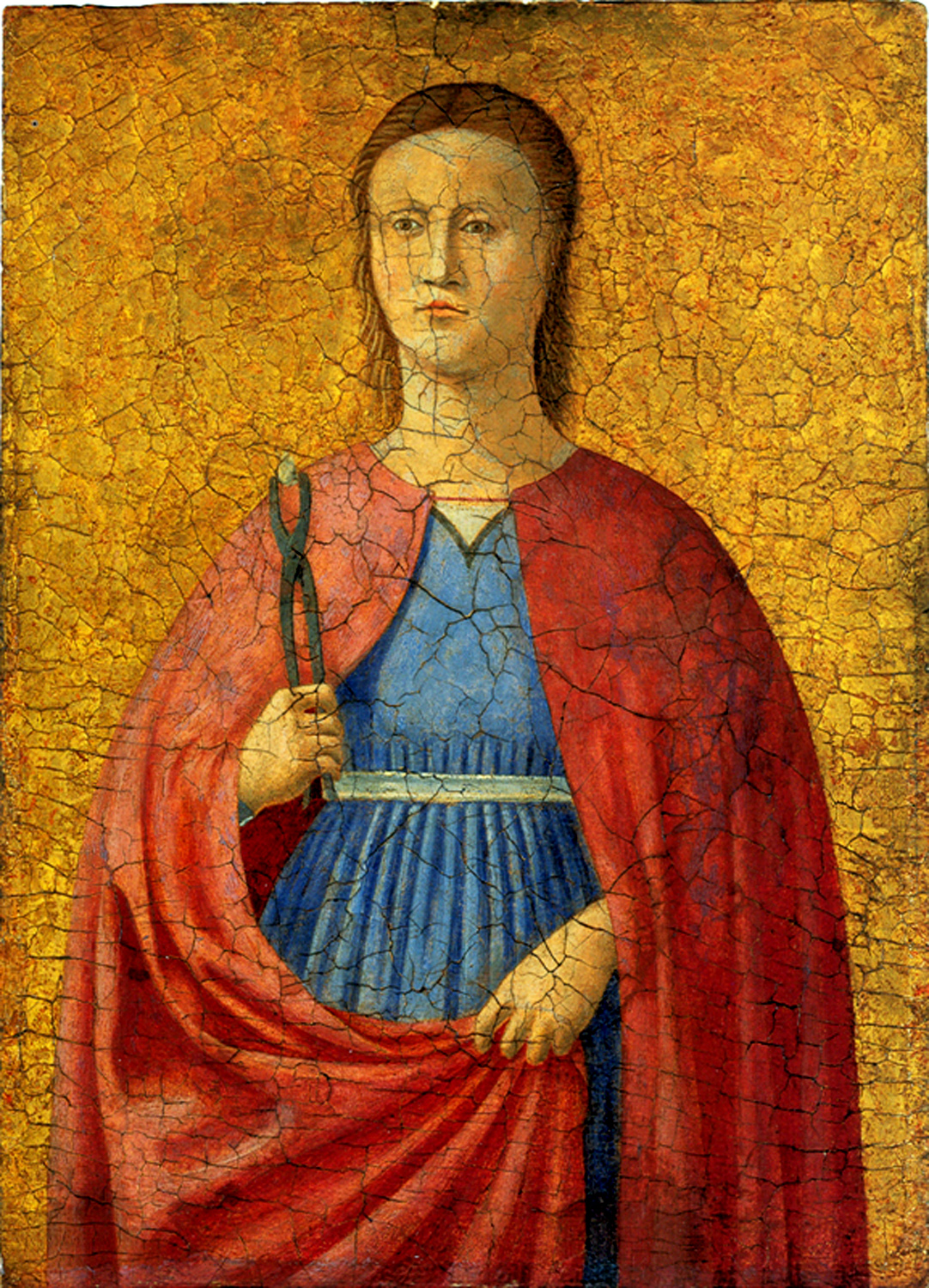
Sainte Apolline
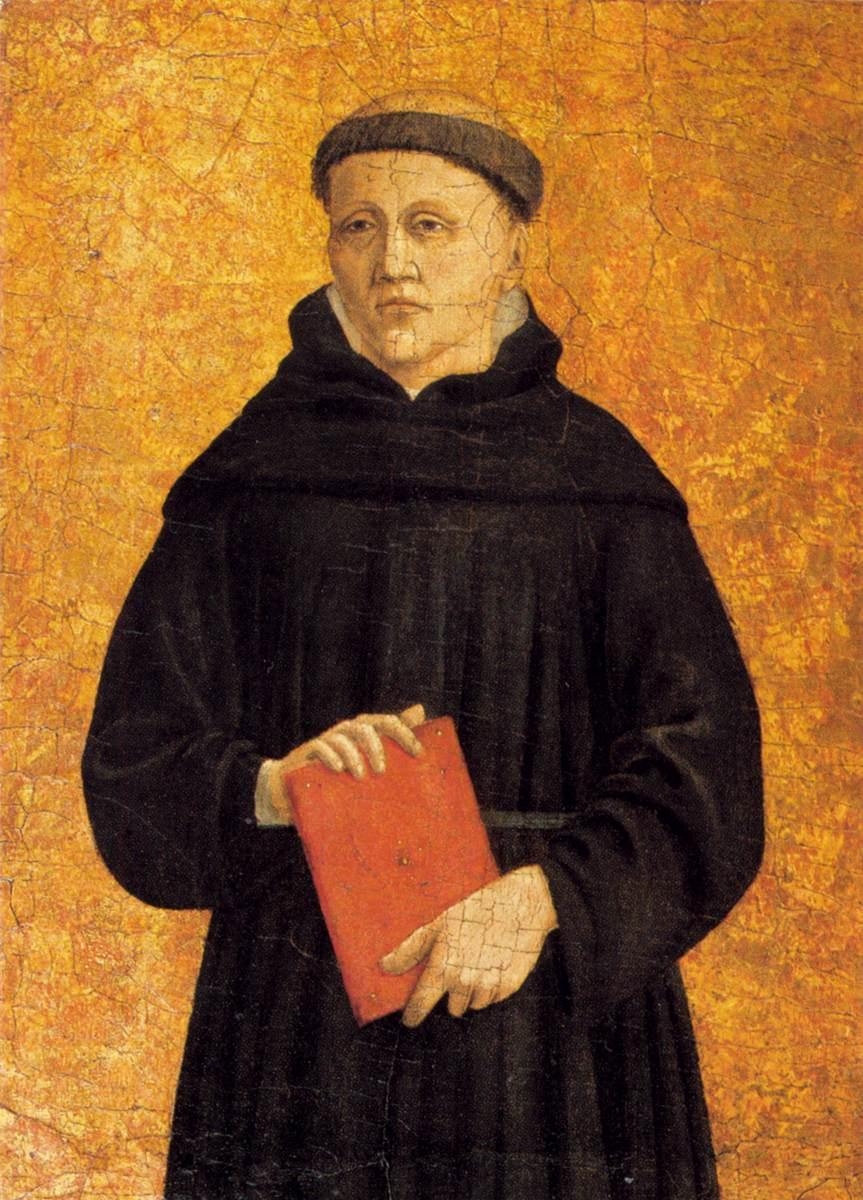
Moine Augustinien

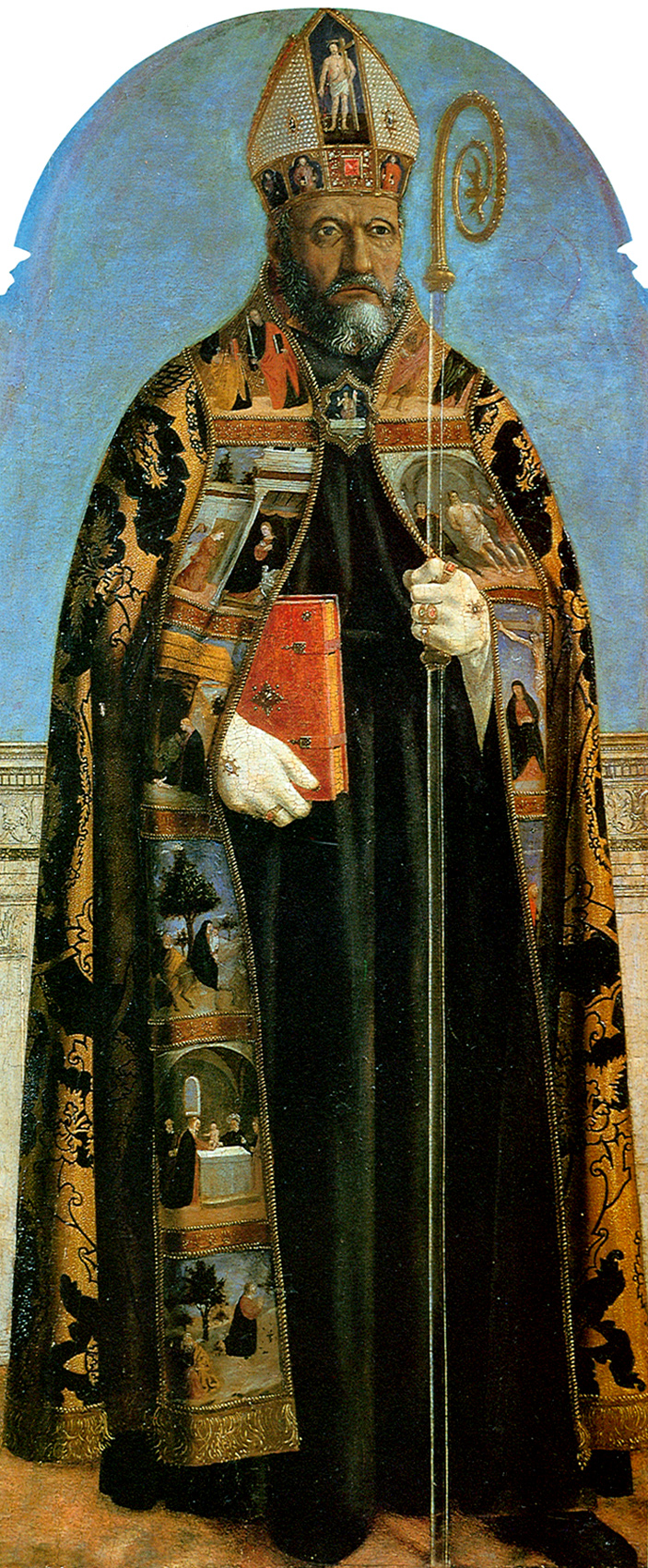
Saint Augustin
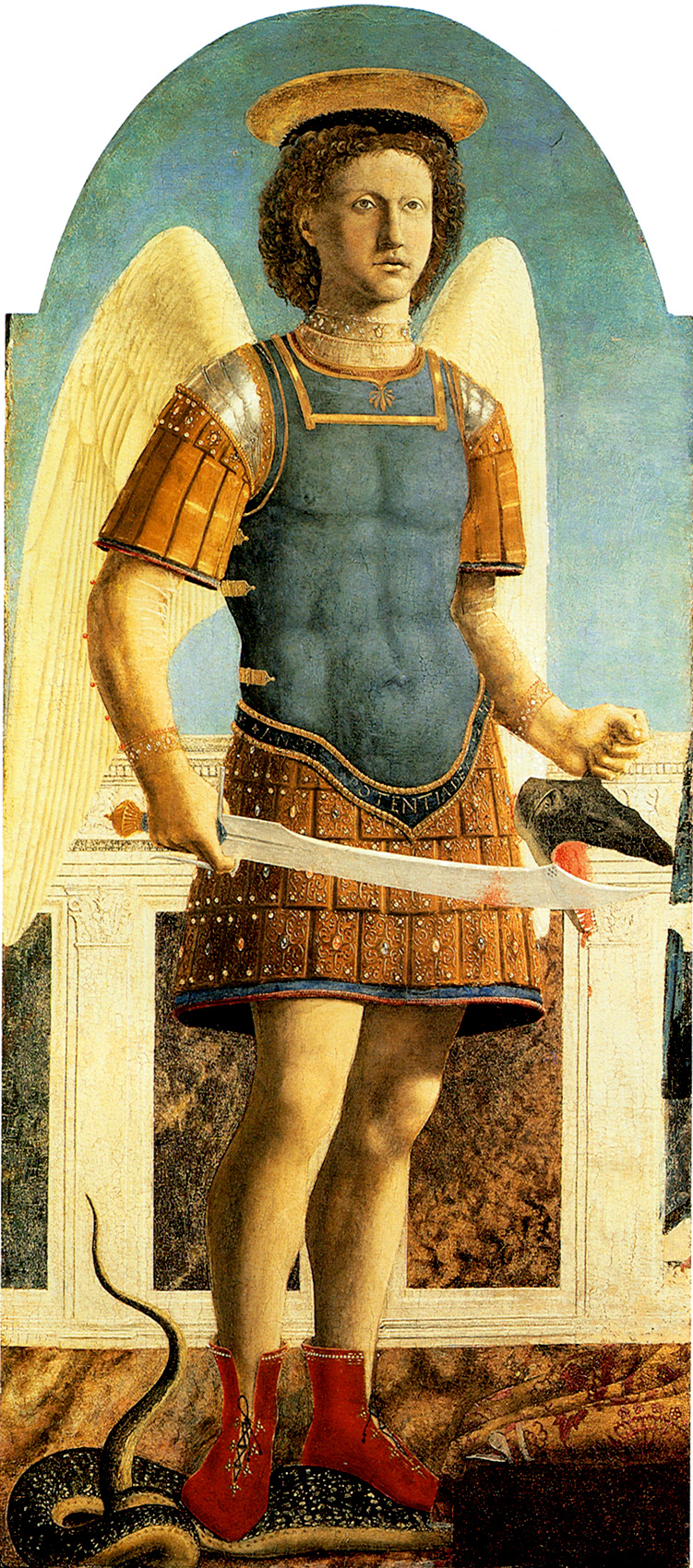
Saint Michel
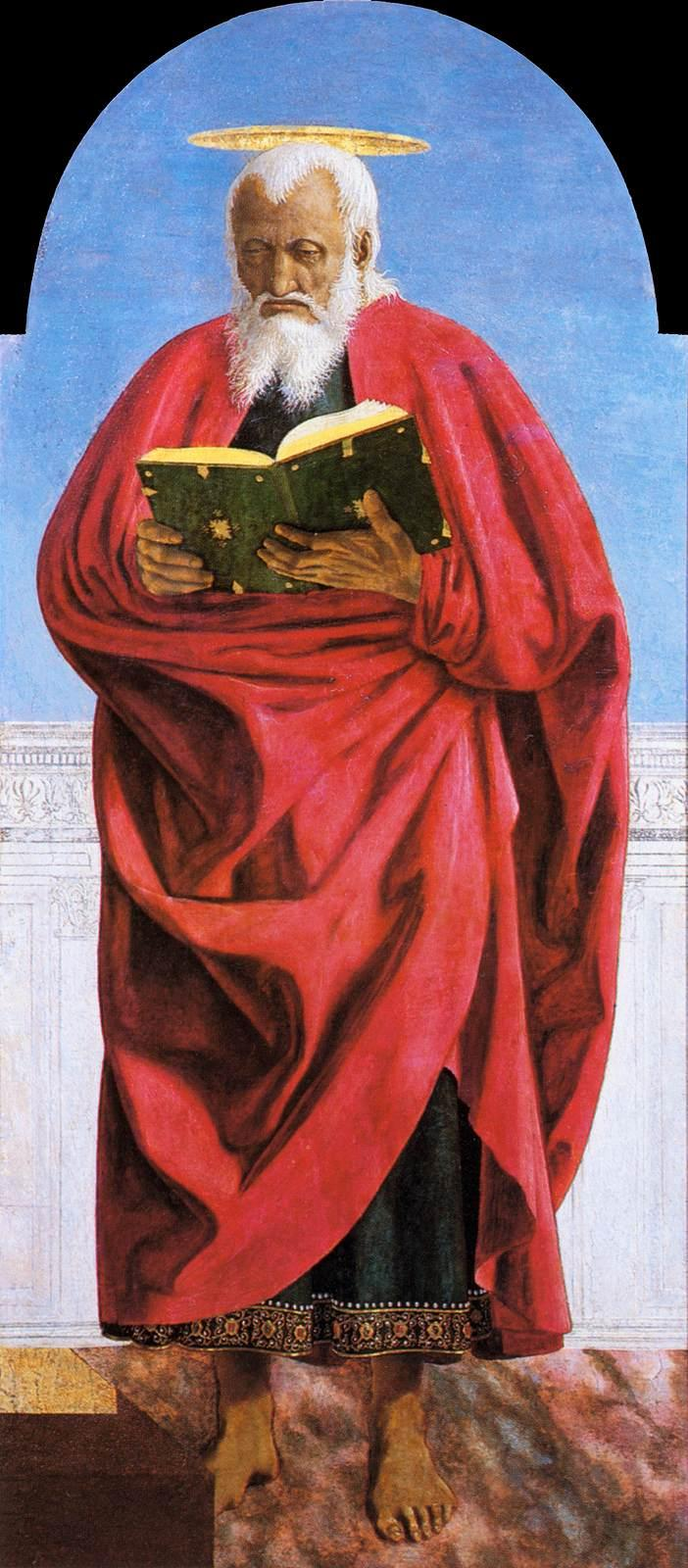
Saint Jean-Baptiste
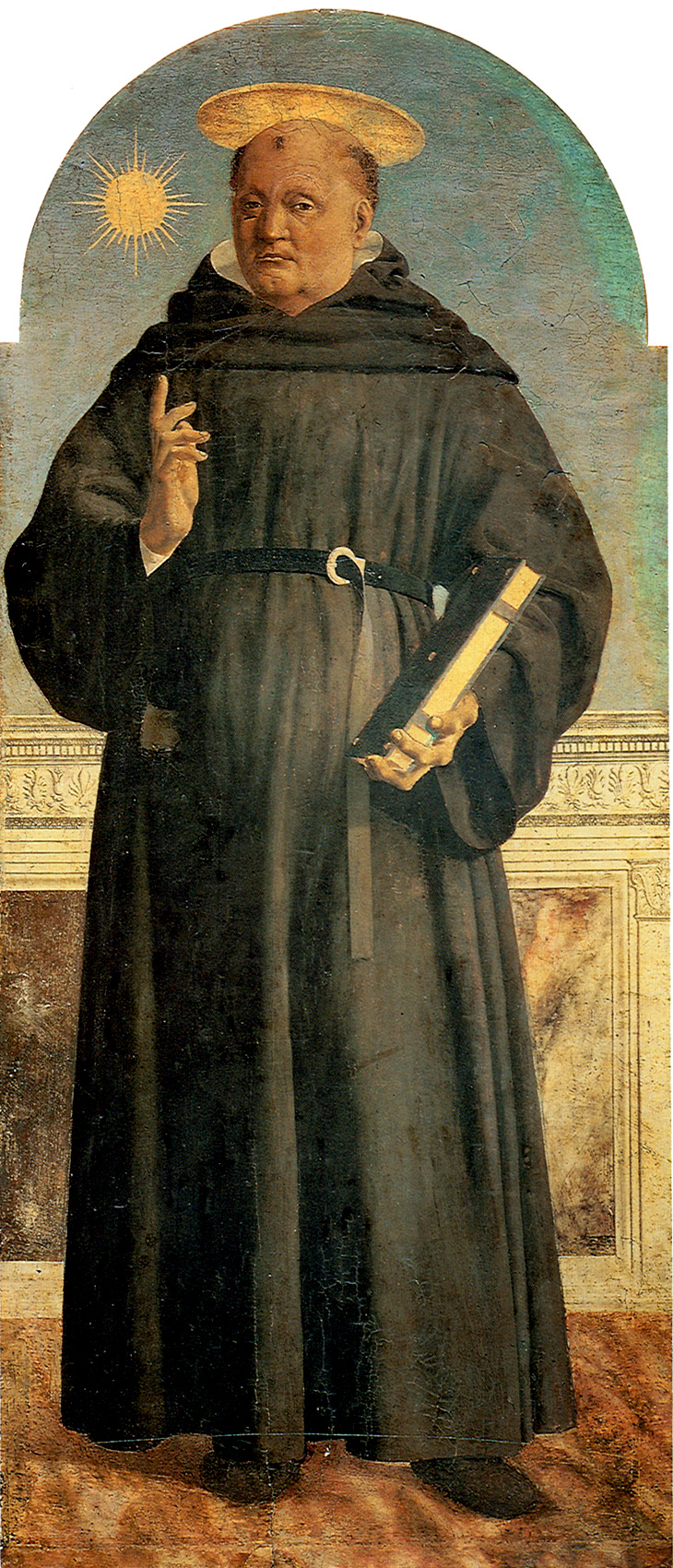
Saint Nicolas de Tolentino

#### Œuvres diverses
- Saint Jérôme et le donateur Girolamo Amadi[p 14], Gallerie dell'Accademia de Venise
- Saint Jérôme pénitent (circa 1450)[p 15], Staatliche Museum, Berlin
- Sigismondo Pandolfo Malatesta en prière devant saint Sigismond[p 16], (1451) Temple Malatesta, Rimini

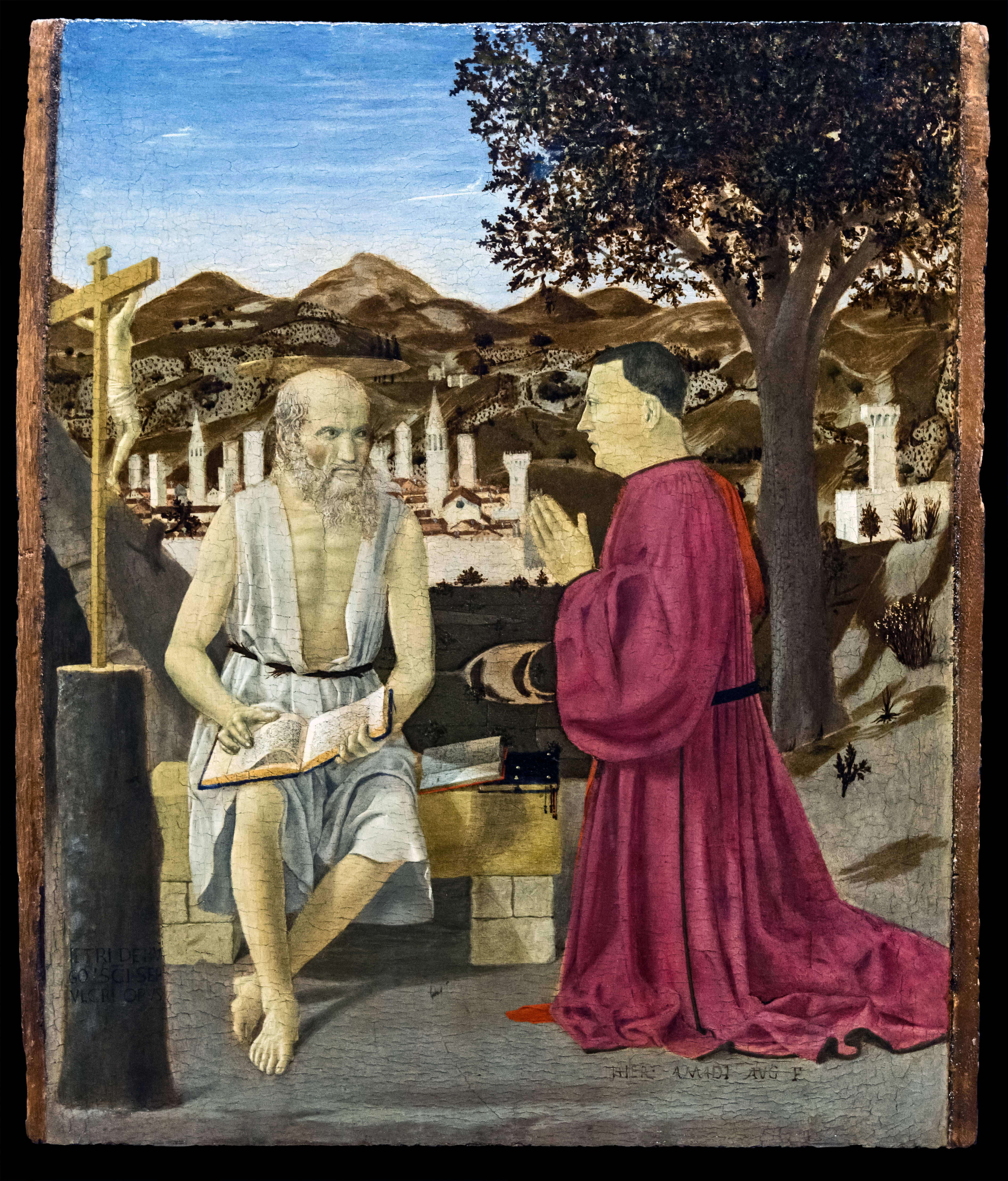
Saint Jérôme et donateur
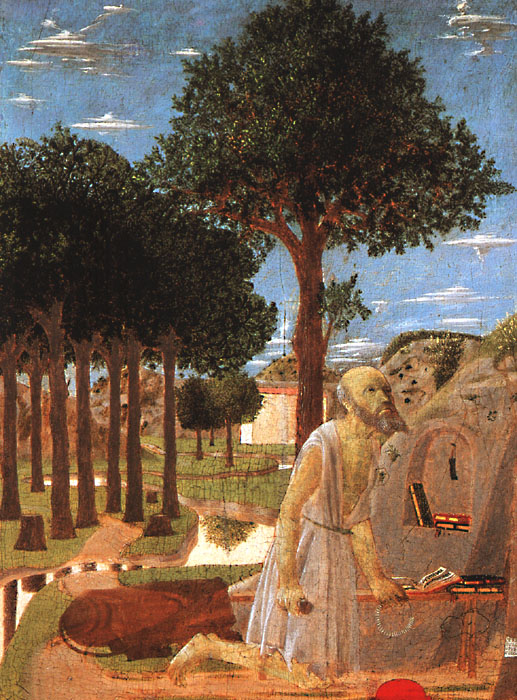
Saint Jérôme pénitent
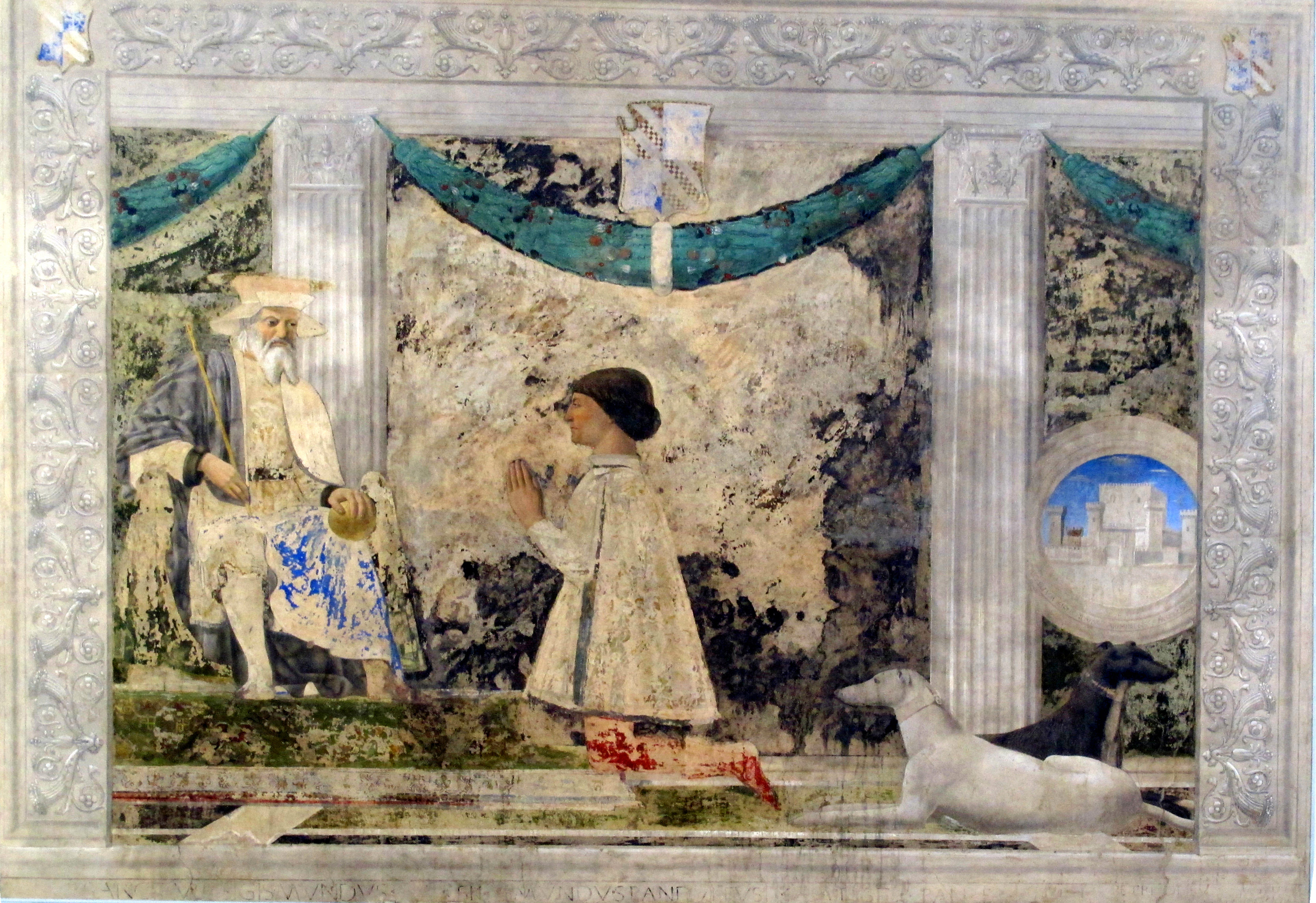
Sigismondo Pandolfo Malatesta en prière devant saint Sigismond
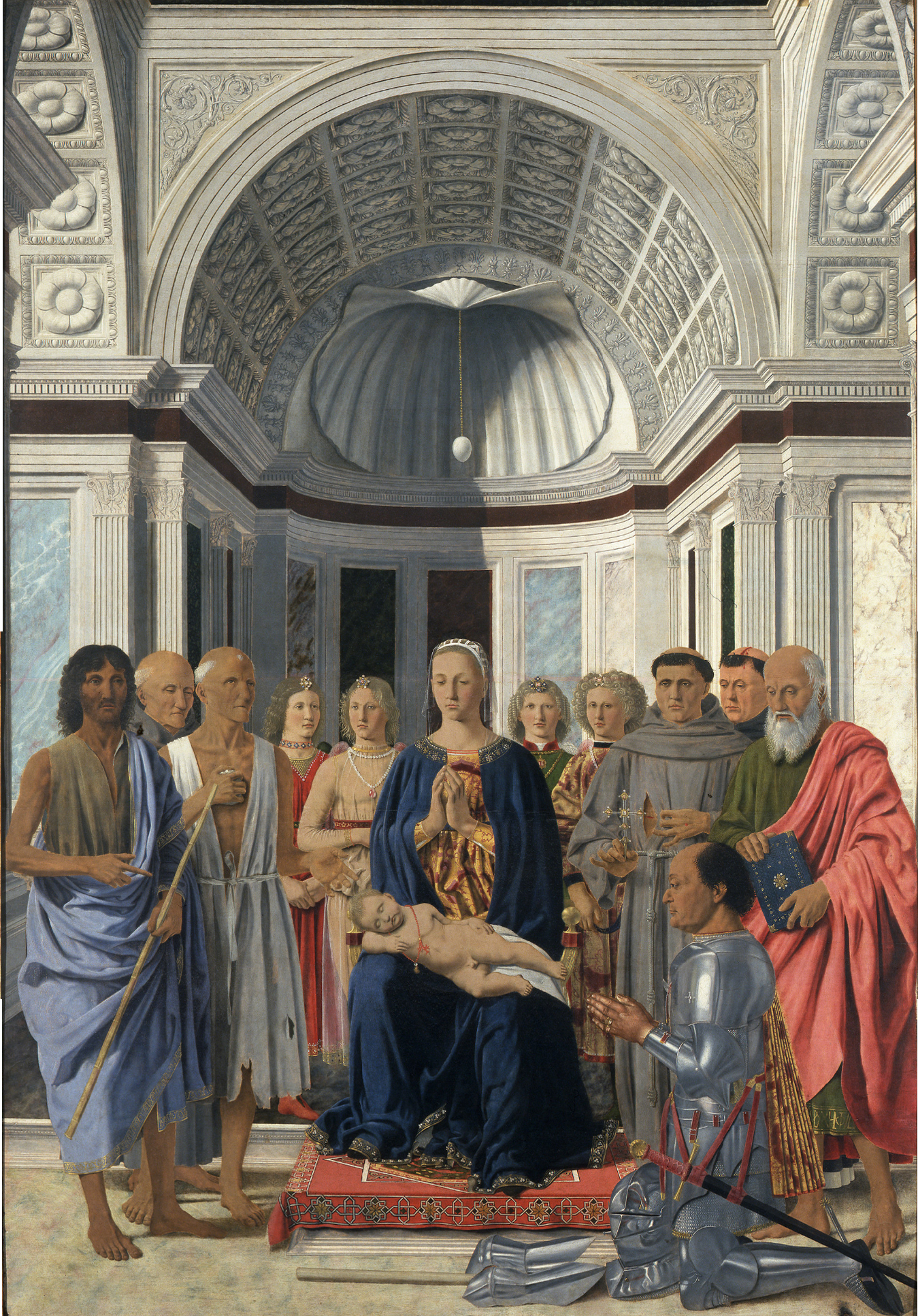
Sacra Conversazione
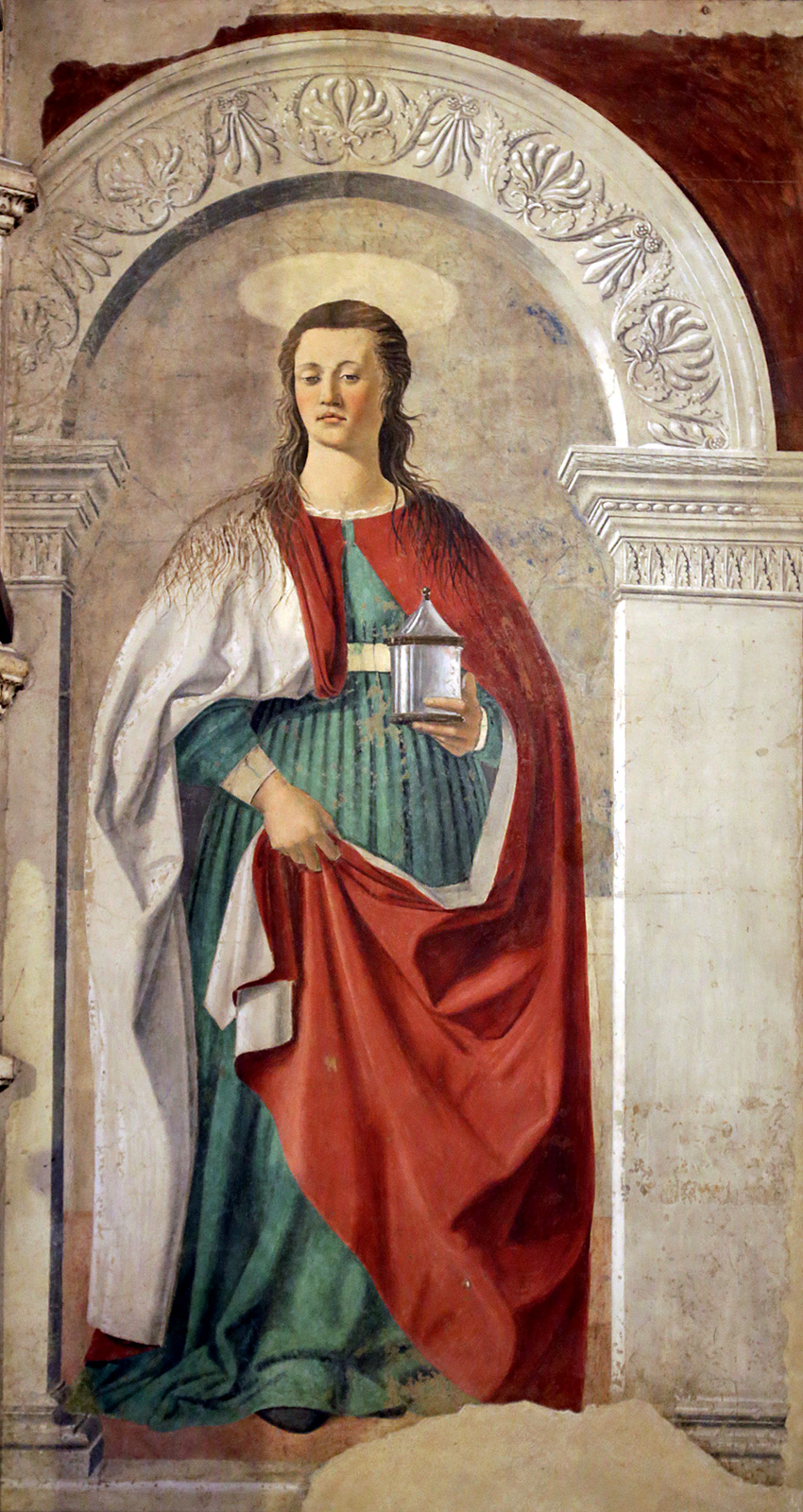
Maddalena

- La Conversation sacrée est un retable peint pour l'église San Donato degli Osservanti d'Urbino[p 17]. Il est aujourd'hui conservé à la pinacothèque de Brera de Milan. Il s'agit d'un thème chrétien conventionnel présenté sous une composition nouvelle apparue vers le milieu du XVe siècle, plaçant la Vierge à l'Enfant, trônant sous un dais et entouré de saints et du commanditaire de l'œuvre, certains personnages parlant entre eux.

- Marie-Madeleine[p 18] : La Maddalena, œuvre peinte en 1460 et visible à la Cathédrale San Donato d'Arezzo.
- Hercule (circa1470), tempura sur plâtre, 151 × 126 cm[p 19], musée Isabella Stewart Gardner, Boston, États-Unis

| - Le jeune Hercule |

Cette fresque décorait la maison familiale de Piero à Borgo San Sepulcro. Elle se trouvait dans le coin supérieur d'une salle, avec son côté droit adjacent à un mur, qui peut expliquer la perspective inhabituelle de la peinture.
Hercule est représenté en jeune homme au lieu de l'homme mature et musclé des représentations classiques. Il est debout, devant l'entrée d'une pièce dont le plafond est décoré avec poutres et feuillages. Il n'y a pas d'indication que la salle était décorée avec d'autres fresques. La raison de cette décoration ou le sens que cette peinture pouvait avoir pour Piero restent inconnus.
L'historique de la peinture :
- Résidence de la famille de Piero, Borgo San Sepulcro c 1470 - 1886
- Giovanni Battisti Collacchioni, Palazzo Graziani, Sansepulcro 1886
- Transféré à la maison de campagne, la Villa Cattani, près de Sansepulcro 1892
- Mario Collacchioni succession, 1895
- Retour au Palazzo Graziani, 1902
- Acheté par Isabella Stewart Gardner en 1906

##### Fragments
- Saint Julien : un fragment d'une fresque découverte dans l'église San Augustino en 1955. L'église San'Augustino était construite vers 1300 et elle a été dé-consacrée au XIXe siècle pour devenir un auditorium. Ce fragment de fresque est la seule peinture de la chapelle de saint Jean de l'église qui a survécu. Elle est actuellement exposée dans le Museo Civico di Sansepolcro.

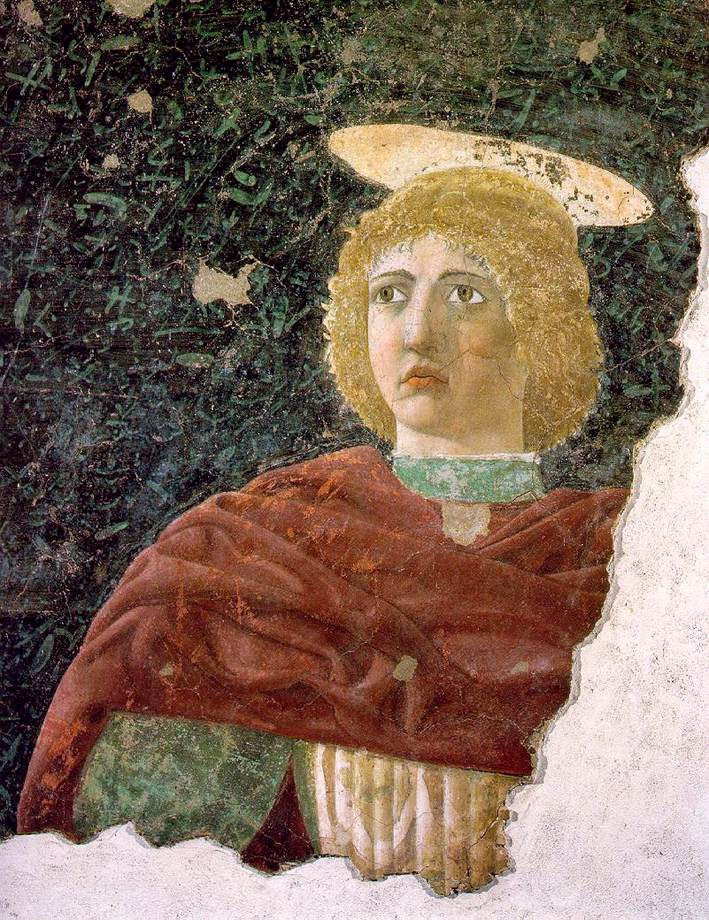
Saint Julien
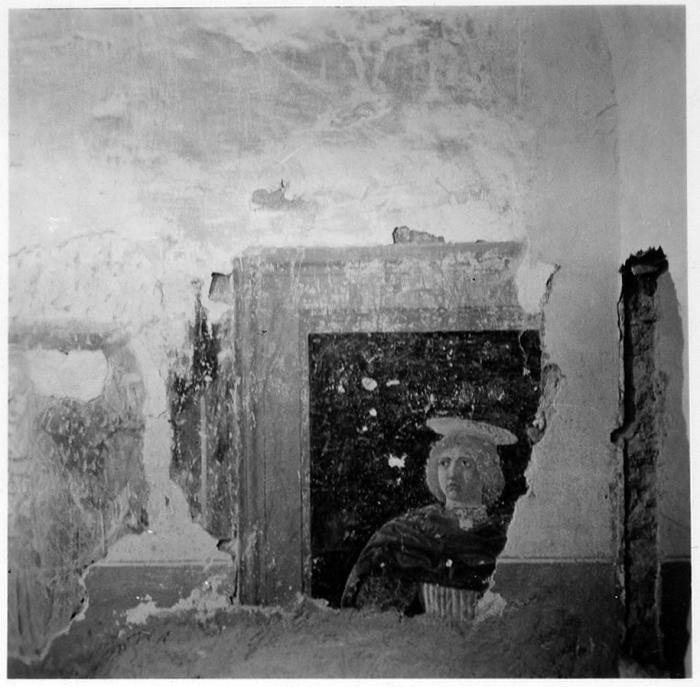
Saint Julien in situ (1956)[p 20]
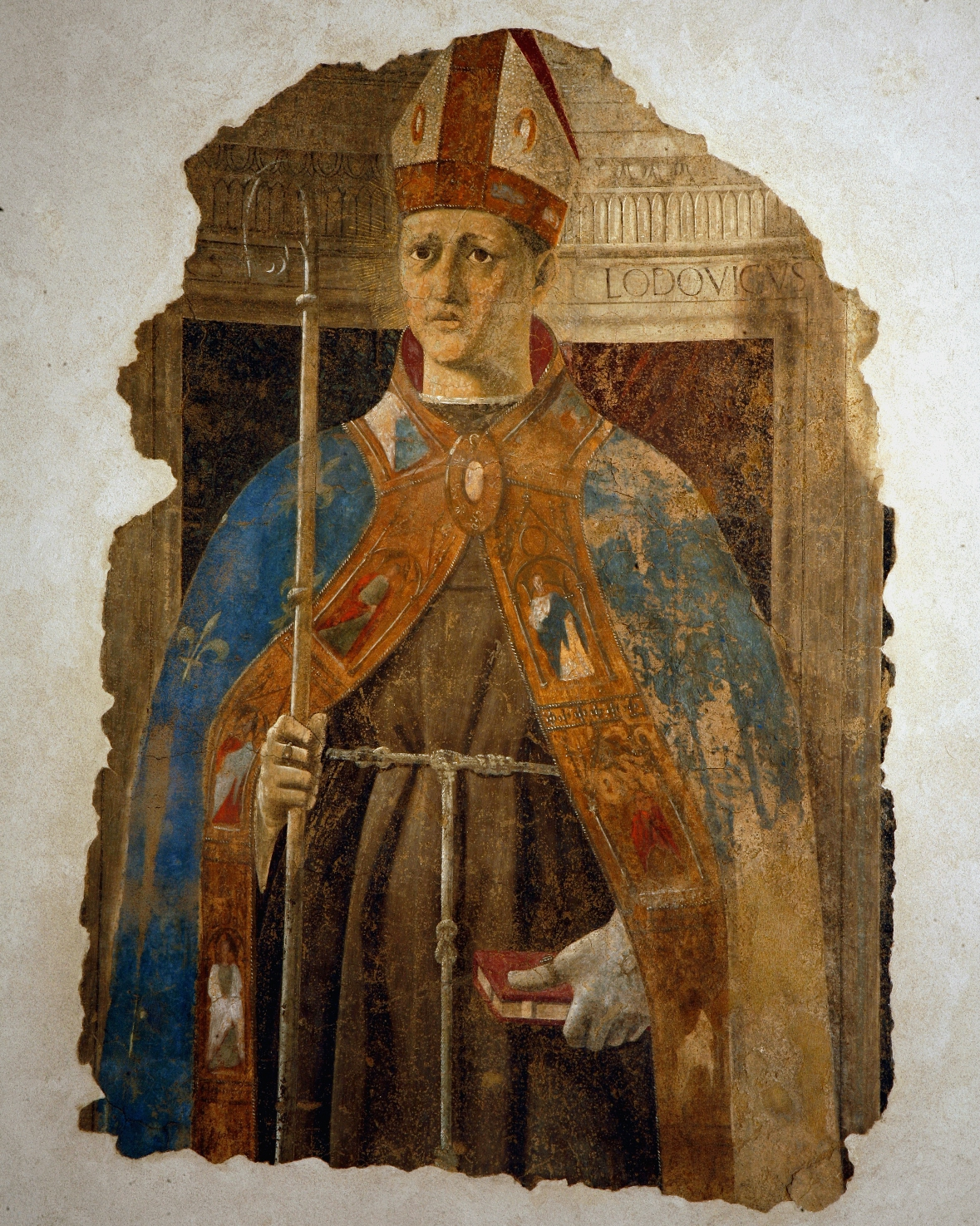
Saint Louis de Toulouse
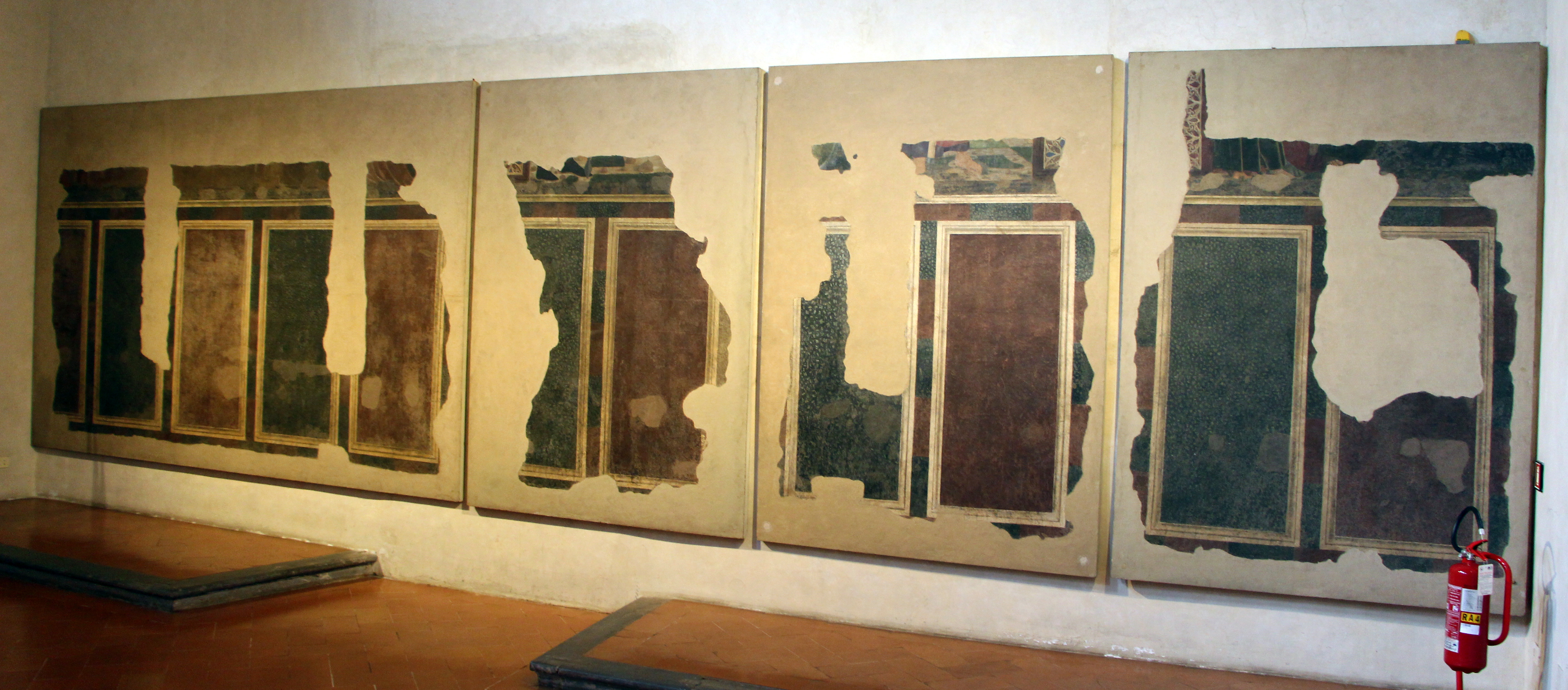
La Vie de la Vierge

- Saint Louis de Toulouse, circa 1460. Elle est actuellement exposée dans le Museo Civico di Sansepolcro. Cette représentation est très intéressante car elle montre saint Louis portant la robe des franciscains sous son costume d'évêque.
- La Vie de la Vierge : Piero était apprenti chez Domenico Veneziano à Firenze. Le 7 septembre 1439, il est cité comme collaborateur à la réalisation d'un cycle de fresques dans l'église Sant'Egidio (Florence) (devenue Hôpital Santa Maria Nuova). Seulement quelques fragments subsistent ; ils sont exposés au Cenacolo di Sant'Apollonia à Firenze.

### Les œuvres mathématiques

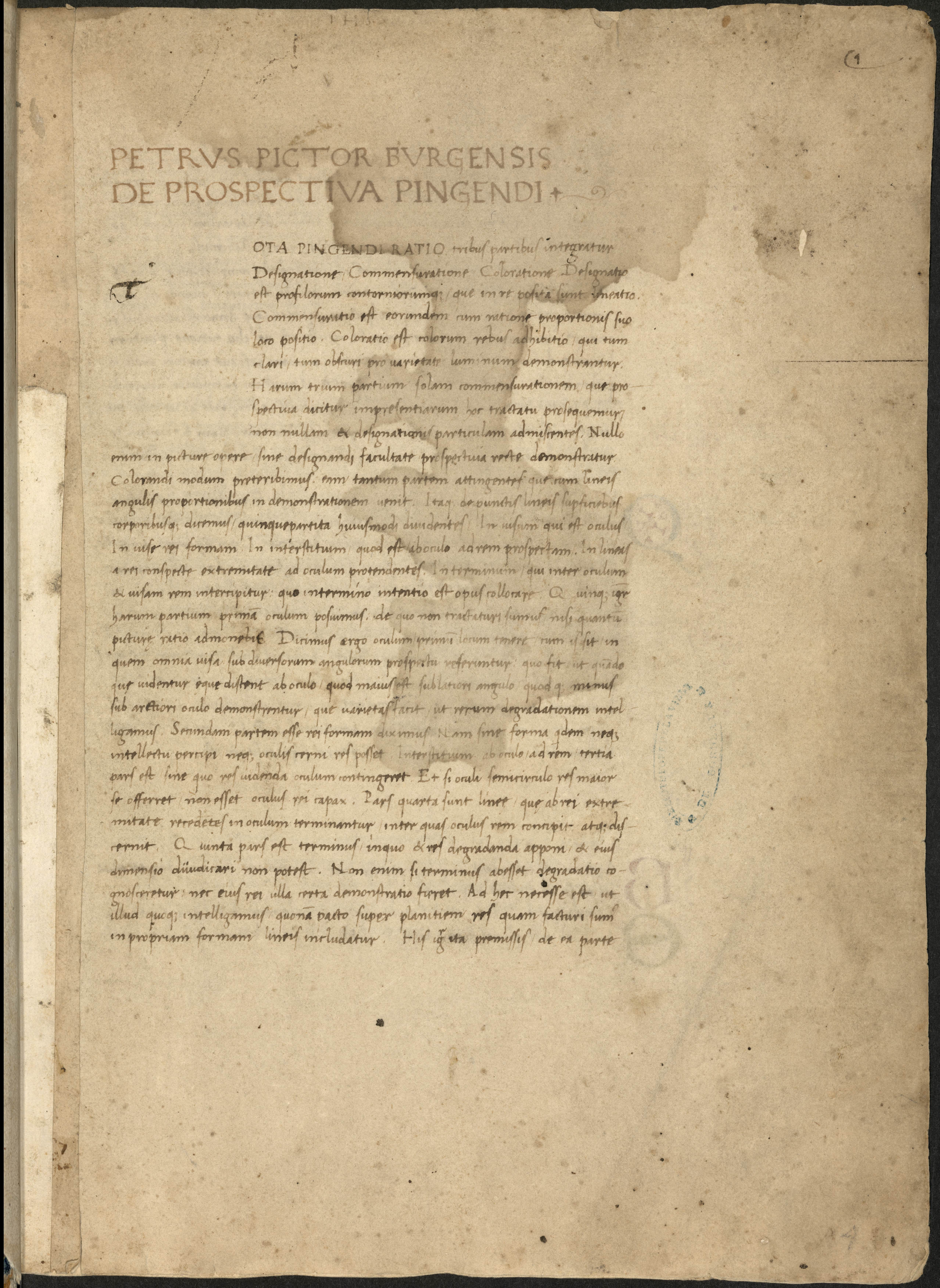
Première page du codex de Bordeaux

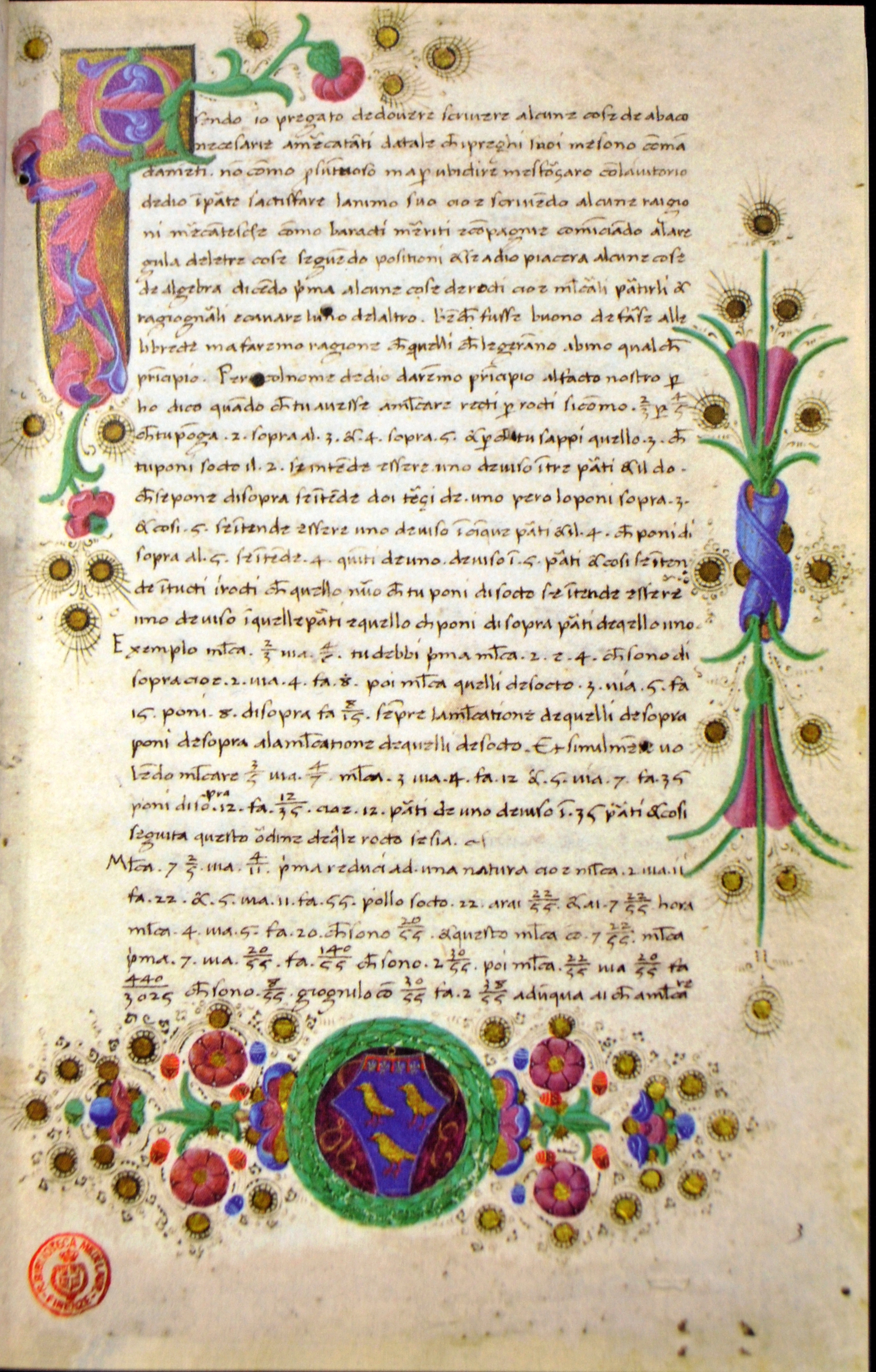
Première page du Trattato d'Abaco

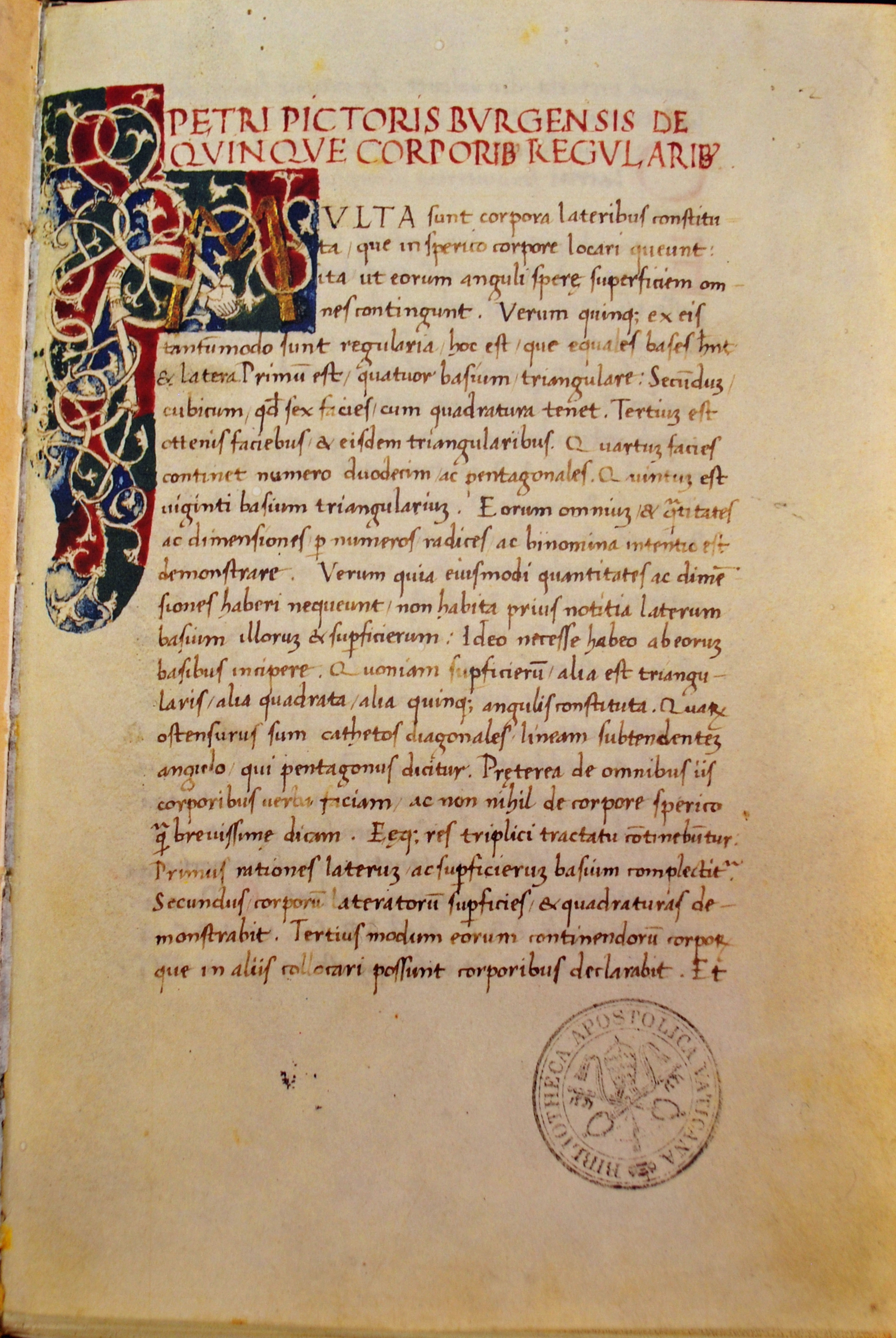
Première page du Libellus

### Expositions récentes
- (fr + it + en + de) Piero della Francesca e le corti italiane à Arezzo, Sansepolcro et Monterchi (2007)
- (it) Piero della Francesca